# Liste von Wasserfällen

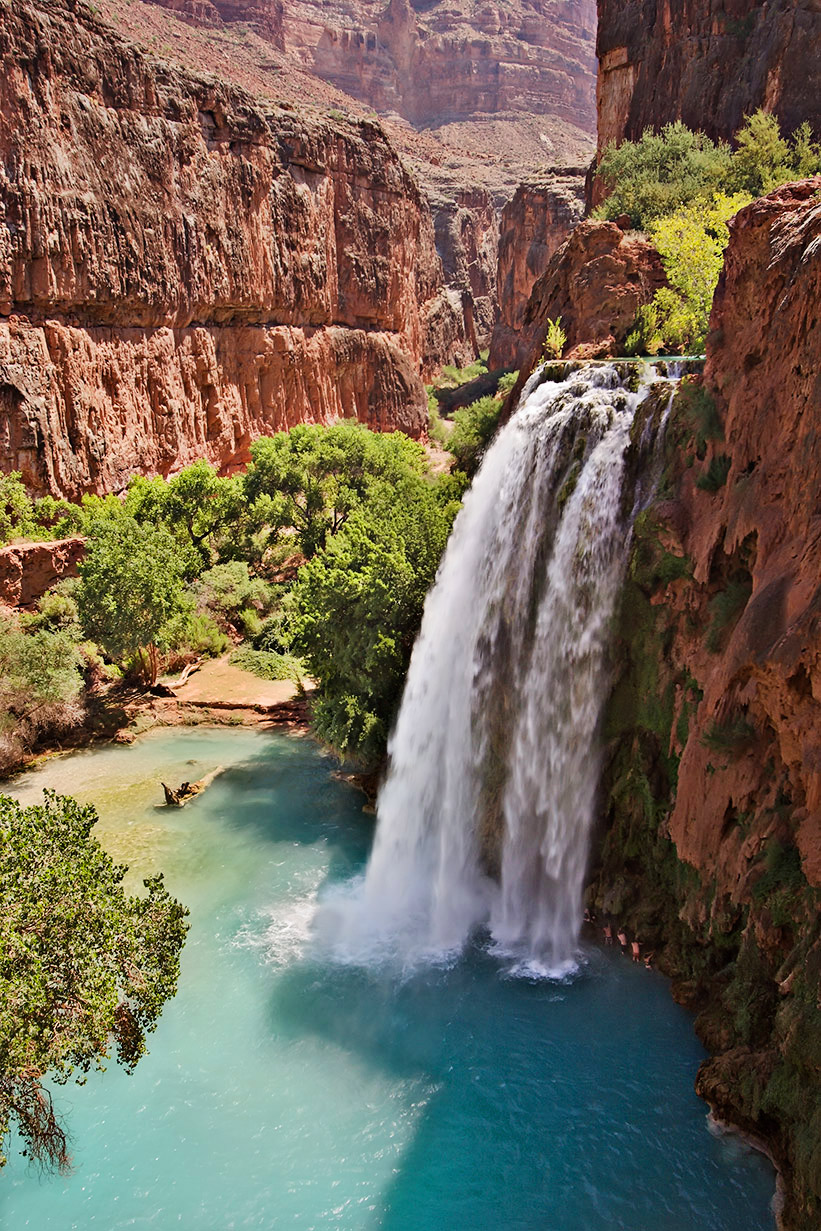
Havasu Falls, Arizona/USA

Die Liste von Wasserfällen enthält eine Auswahl von Wasserfällen der Erde.
→ siehe auch Liste der höchsten Wasserfälle der Erde

## Afrika

### Angola
- Epupa-Fälle → Fallhöhe ca. 40 m
- Kalandula-Fälle → Fallhöhe ca. 105 m
- Ruacanafälle → Fallhöhe ca. 120 m

### Äthiopien
- Baratieri-Fälle
- Fincha Fwafwate
- Jinbar-Wasserfall
- Tisissat-Wasserfälle, Wasserfälle im Oberlauf des Blauen Nils → Fallhöhe 42 m, Breite 400 m

### Benin
- Chutes de Kota
- Chutes de Koudou
- Chutes de Tanougou

### Burkina Faso

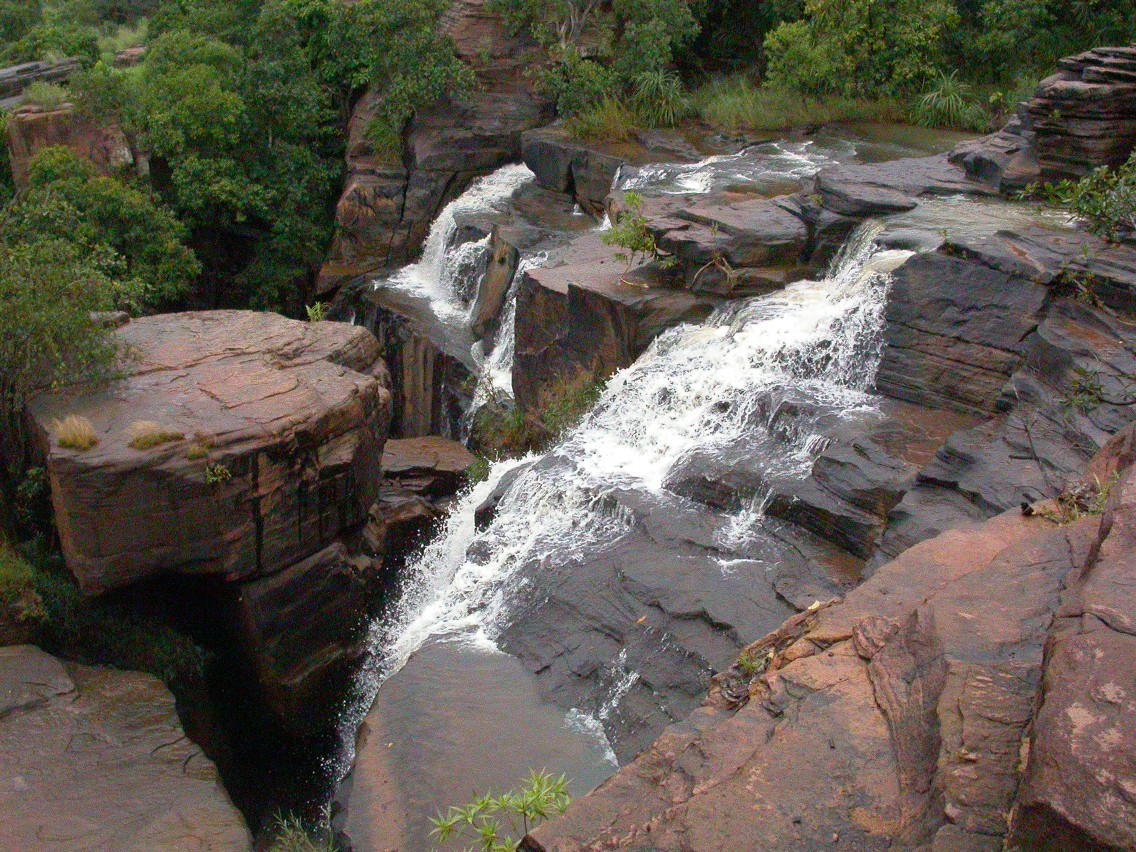
Cascades de Karfiguéla (Burkina Faso)

- Cascades de Karfiguéla
- Tagbaladougou-Fälle

### Eswatini (ehemals Swasiland)
- Malolotja Falls

### Gabun
- Kongou-Fälle

### Ghana
- Fuller Falls
- Atangwen Falls
- Wli-Falls
- Boti-Falls
- Akropong Falls
- Obosomase Falls
- Konkonru Falls
- Kintampo Falls
- Tsatsadu Falls
- Tagbo Falls
- Tsenku Falls
- Begoro Falls

### Guinea
- Grand Chutes
- Kambadaga-Fälle
- Kinkon-Fälle
- Tinkisso-Fälle

### Kamerun
- Chutes Ekom
- Lancrenon Falls
- Lobé-Wasserfälle, fallen direkt ins Meer → Fallhöhe 20 m, Breite 100 m

### Kenia
- Gura-Wasserfälle (Gura Falls) → Fallhöhe 275 m (münden in den Fluss Chania)
- Karuru-Wasserfälle (Karuru Falls)
- Nithi-Wasserfälle (Nithi Falls)
- Vivienne-Wasserfälle (Vivienne Falls)

### Demokratische Republik Kongo
- Boyomafälle (auch Stanley-Fälle) – Stromschnellen auf 100 km mit 60 m Höhenunterschied mit zwei Wasserfällen mit einer → Fallhöhe von 5 m
- Livingstonefälle (wasserreichste Katarakte der Erde)
  - Inga-Fälle (Hauptkatarakte der Livingstonefälle), beeindruckende Katarakte, aber keine Wasserfälle
- Lofoïfälle → Fallhöhe 165 m[1]

### Republik Kongo
- Livingstonefälle

### Lesotho
- Ketane Falls
- Maletsunyane-Wasserfall → Fallhöhe 192 m
- Ribaneng Waterfall
- Semomkong Falls

### Liberia
- Guma Falls

### Madagaskar
- Mandraka-Fälle
- Rianbavy
- Riandahy

### Malawi

Kapichira-Fälle

- Kapichira-Wasserfälle des Shire-Flusses (Malawisee) → Fallhöhe ca. 80 m

### Marokko
- Cascades d'Ouzoud (Mittlerer Atlas) → Fallhöhe 110 m

### Namibia
- Epupafälle (Fluss Kunene in Nordwestnamibia) → Fallhöhe ca. 40 m (mehrstufig)
- Popafälle (Fluss Okavango in Nordostnamibia)
- Ruacanafälle → Fallhöhe 120 m

### Nigeria
- Agbokin-Fälle
- Assop-Fälle
- Enemebia-Fälle
- Erin-Ijesa-Fälle
- Gurara-Fälle  (Fluss Gurara in zentralen Nigeria)
- Ipole-Iloro-Fälle
- Kurra-Fälle
- Kwa-Fälle
- Olumirin-Fälle
- Owu-Fälle

### Réunion
- Anse des Cascades
- Cascade des Aigrettes → Fallhöhe ca. 80 m
- Cascade du Bassin Boeuf
- Cascade du Bassin la Paix
- Cascade Biberon → Fallhöhe ca. 250 m
- Cascade Blanche → Fallhöhe ca. 640 m
- Cascade du Chaudron
- Cascade Grand-Galet
- Cascade Niagara → Fallhöhe ca. 25 m
- Cascade Langevin → Fallhöhe ca. 25 m
- Pisse-en-l'air → Fallhöhe ca. 50 m
- Voile de la Mariée → Fallhöhe ca. 500 m
- Trou de Fer → Fallhöhe ca. 500 m
- Voile de la Mariée

### Ruanda
- Rusumo Falls → Fallhöhe ca. 15 m

### Sambia
- Chavumafälle
- Chimpepefälle
- Chisanga Falls
- Chishimba-Fälle
- Chusafälle
- Kabwelumafälle
- Kalambo Falls → Fallhöhe 221 m[2]
- Kundalilafälle
- Lumangwe-Fälle
- Lwitikilafälle
- Mambilimafälle
- Mumbulumafälle (Luafumu)  → Fallhöhe 30 m (2 Stufen)
- Mumbulumafälle (Kalungwishi)  → Fallhöhe gering
- Mumbulumafälle (Luangwa, Kalungwishi) → Fallhöhe 8 m
- Musondafälle
- Mutumunafälle
- Ngonyefälle
- Ntumbachushi-Fälle
- Nyambwezifälle → Fallhöhe 20 m
- Senkelefälle
- Victoriafälle → Fallhöhe ca. 110 m, Breite 1708 m

### Senegal
- Barrakunda-Fälle
- Dindefelo-Fälle → Fallhöhe ca. 100 m

### Simbabwe
- Martins Falls

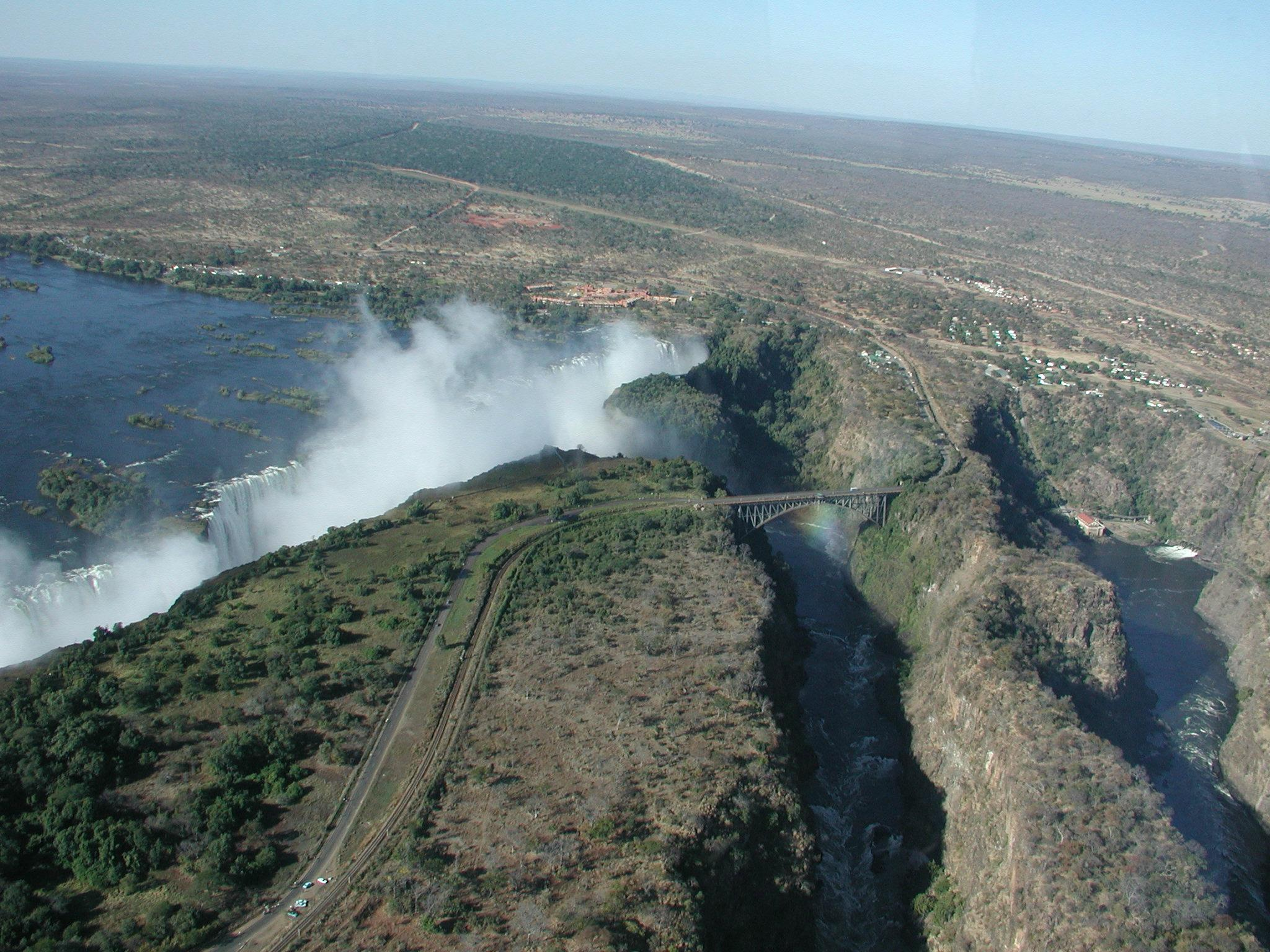
Victoriafälle, Sambia/Simbabwe

- Mutarazi-Fälle → Fallhöhe 760 m (sechsthöchste der Welt)
- Nyazengu Falls
- Tuckers Falls
- Victoriafälle → Fallhöhe 110 m, Breite 1708 m

### Sierra Leone
- Bathurst Falls

### Südafrika

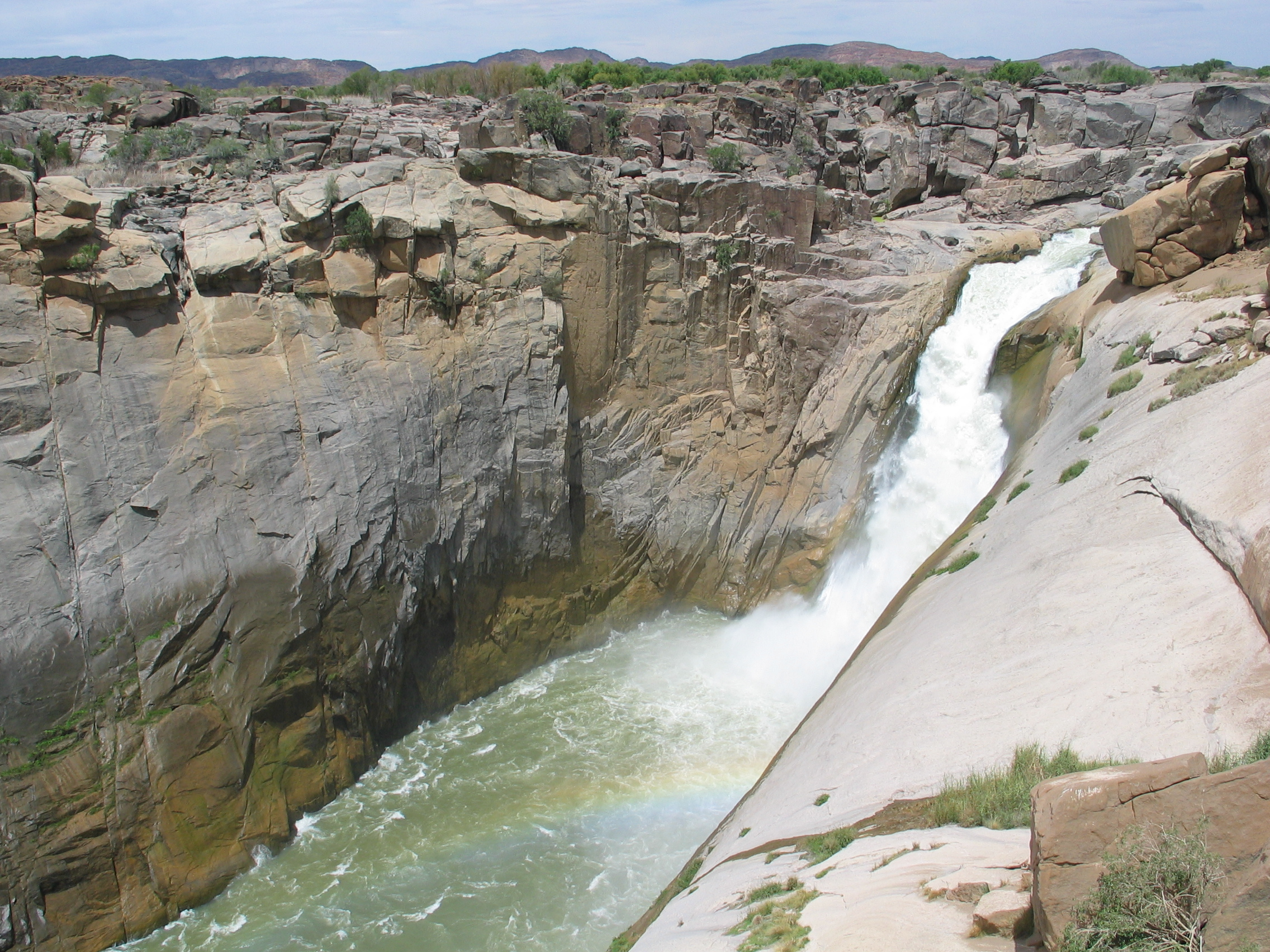
Augrabies Wasserfall

- Augrabiesfälle → Fallhöhe 56 m, Breite 150 m, ergießt sich in Felsenschlucht
- Bawa Falls
- Berlin Falls
- Bridal Veil Falls
- Elands River Falls
- Howick Falls → Fallhöhe 119 m
- Karkloof Falls
- Lisbon Falls
- Macmac Falls
- Magwa Falls
- Mtihelo Falls
- Ndedema Falls
- Tugela Falls → Fallhöhe 948 m, zweithöchster Wasserfall der Erde

### Tansania

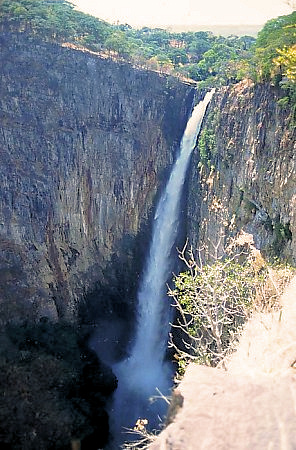
Kalambo Falls

- Kalambo Falls
- Kimani Falls
- Rusumo Falls
- Sanje Falls
- Sanzyefälle

### Tschad
- Gauthiot-Fälle

### Uganda
- Bujagali
- Kisiizi Falls → Fallhöhe 30 m
- Murchison Falls
- Owen Falls (überflutet)
- Ripon Falls (überflutet)
- Sipi Falls → Fallhöhen 85, 74 und 95 m
- Sisiyi Falls → Fallhöhe ca. 100 m

### Zentralafrikanische Republik
- Matakil-Fälle
- Boalifälle

## Asien

### Afghanistan
- Mahipar-Wasserfall

### Volksrepublik China
- Huangguoshu-Wasserfall – wortwörtlich übersetzt „Gelbfrucht-Baum-Fälle“ in Anshun (Provinz Guizhou) → Fallhöhe 74 m, Breite 81 m
- Jiulongji-Wasserfall Kaskade, höchste → Fallhöhe 46 m
- Hukou-Wasserfall

### Indien

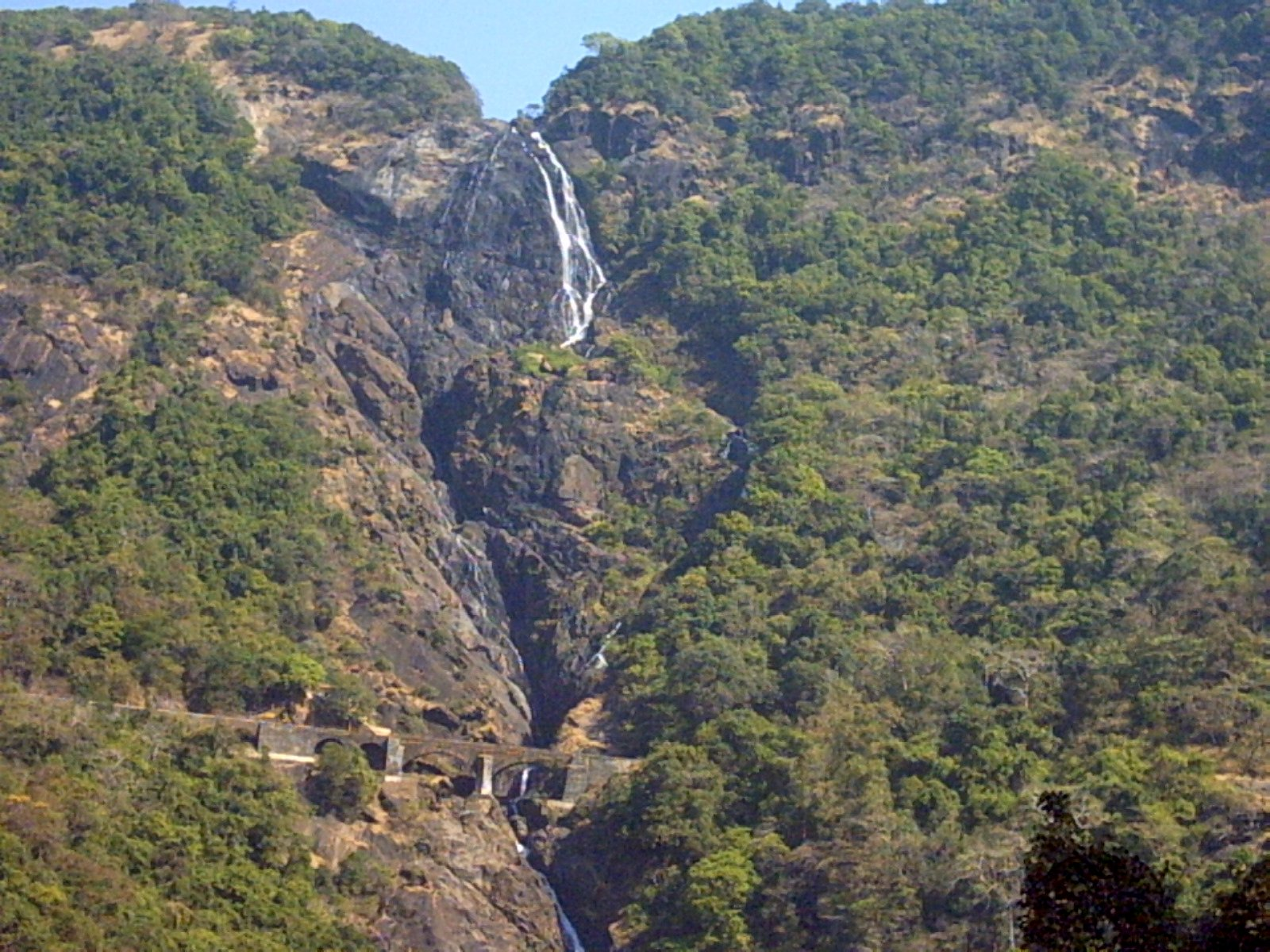
Dudhsagar Falls

- Abby Falls bei Abby Falls bei Madikeri (Karnataka)
- Adyanpara Falls
- Arun
- Athirampilly Falls
- Chachai Falls
- Chunchanakatte Falls
- Dudhsagar Falls
- Duduma Falls
- Gersoppa Falls
- Godchinamalaki Falls
- Gokak Falls
- Hebbe Falls
- Hogenakkal Falls
- Irupu Falls
- Jog Falls
- Jonha Falls
- Khandadhar FallsTamdi Surla Falls
- Kallatti Falls
- Kiliyur Falls
- Kutralam Falls
- Lushington Falls
- Magod Falls
- Manikyandhara Falls
- Mutyalamaduvu Falls
- Shivanasamudram Falls
- Shimsha Falls

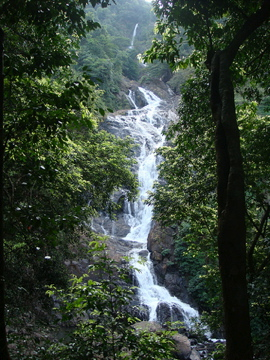
Tamdi Surla Falls

- Soochipara Falls bei Kalpetta (Kerala)
- Tamdi Surla Falls
- Vazhachal Falls

### Iran
- Atashgah-Fälle
- Bahram-Beigy-Wasserfall
- Bisheh-Fälle
- Boll-Wasserfall
- Ganjnameh-Wasserfall
- Golestan-Fälle
- Lar-Wasserfall
- Margoon-Wasserfall
- Masoule-Fälle
- Semirom-Fälle
- Shalmash-Fälle
- Shekarab-Wasserfall

### Japan

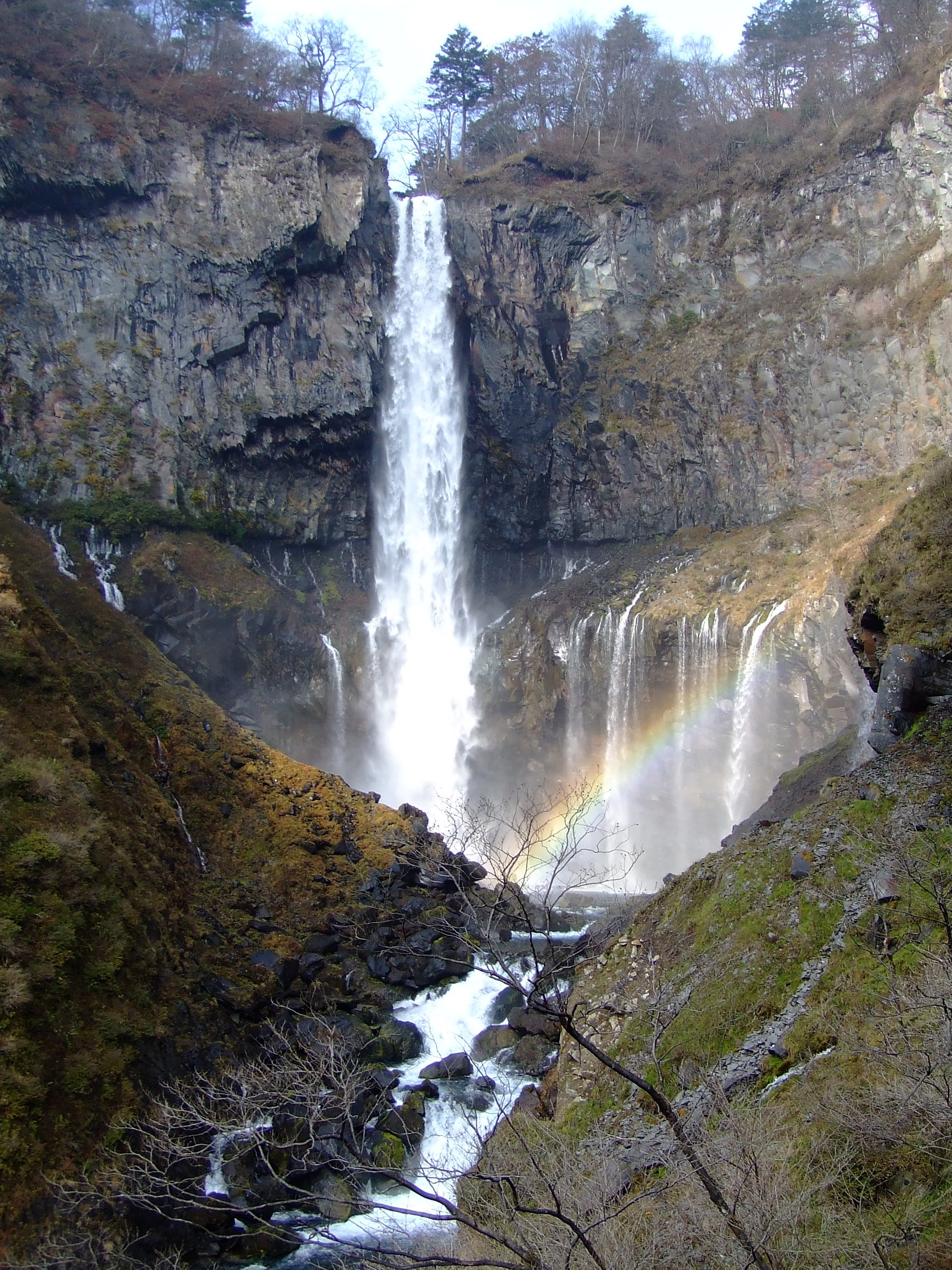
Die Kegon-Fälle in Japan

- Kegon-Fälle
- Ryūzu-Fälle

### Laos
- Mekongfälle, wasserreichster Wasserfall der Erde, Kaskade von Stromschnellen und Wasserfällen geringer Höhe → Gesamtfallhöhe ca. 20 m
- Tat Kuang Si
- Tad Sae

### Osttimor
Der Bandeira ist Osttimors höchster Wasserfall.

### Philippinen
- Maria-Cristina-Wasserfall → Fallhöhe 98 m
- Pagsanjan-Wasserfall → Fallhöhe 90 m

### Russland
- Talnikowy-Wasserfall → Fallhöhe 482 m

### Singapur
- Jurong Falls – höchster künstlicher Wasserfall weltweit

### Sri Lanka

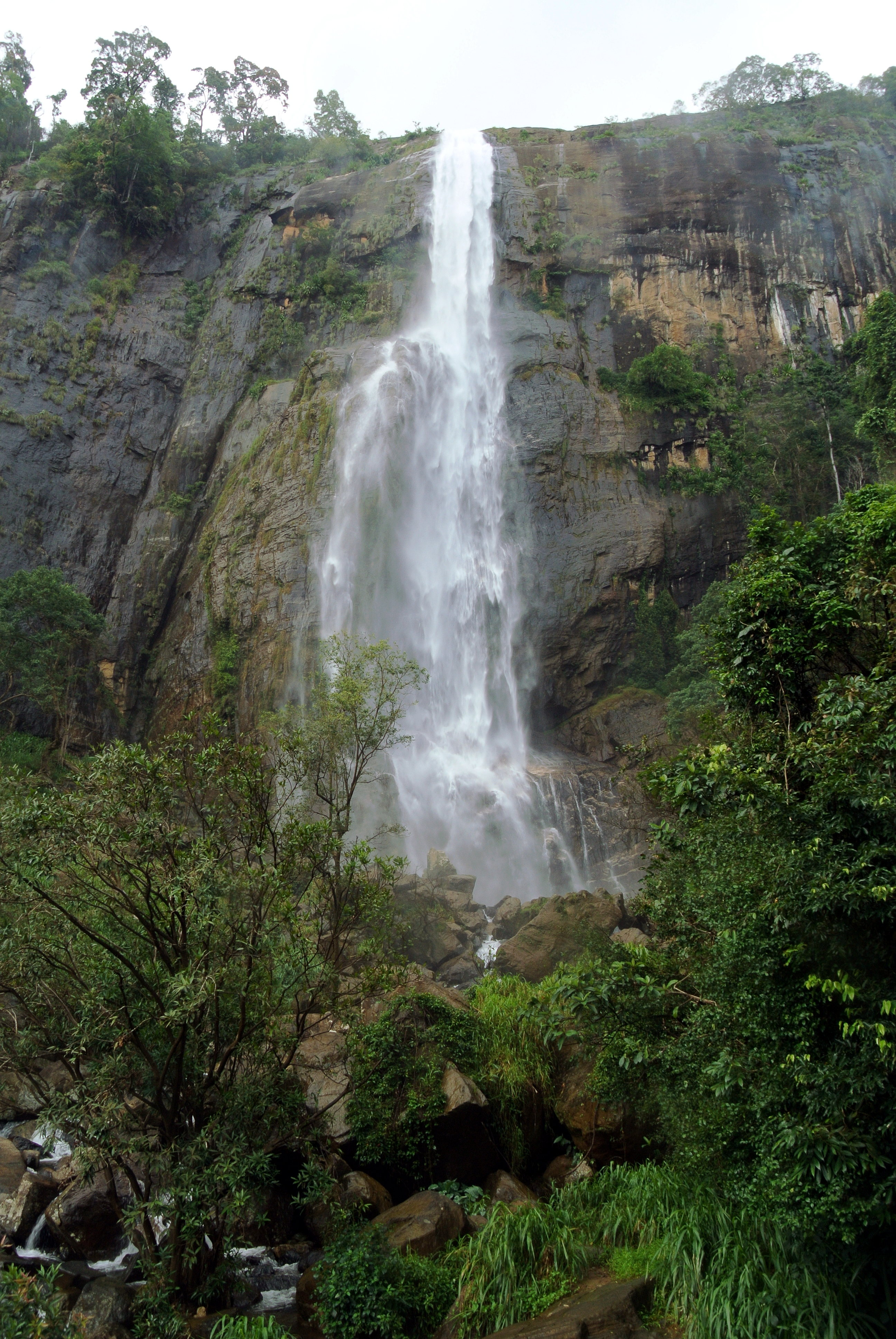
Diyaluma-Fälle

- Bambarakande-Fälle → Fallhöhe 241 m
(höchster landesweit; singhalesisch: බඹර කන්ද ඇල්ල; bedeutet wörtlich übersetzt so viel wie Hornissen-Berg-Fälle; Kande wird im Englischen als Kanda ausgesprochen)
- Kurundu-Oya-Fälle → Fallhöhe 189 m
(singhalesisch: කුරුඳු ඔය ඇල්ල; nach dem gleichnamigen Fluss benannt: Kurundu Oya,Oya bedeutet Fluss)
- Diyaluma-Fälle → Fallhöhe 171 m
(am bekanntesten, da direkt an der A4 nahe Koslanda gelegen; singhalesisch: දියලුම ඇල්ල
Bedeutung: Diya: Wasser, (He)luma: fallend, die Silbe He ging im Laufe der Zeit aussprachebedingt verloren)[3]

### Thailand

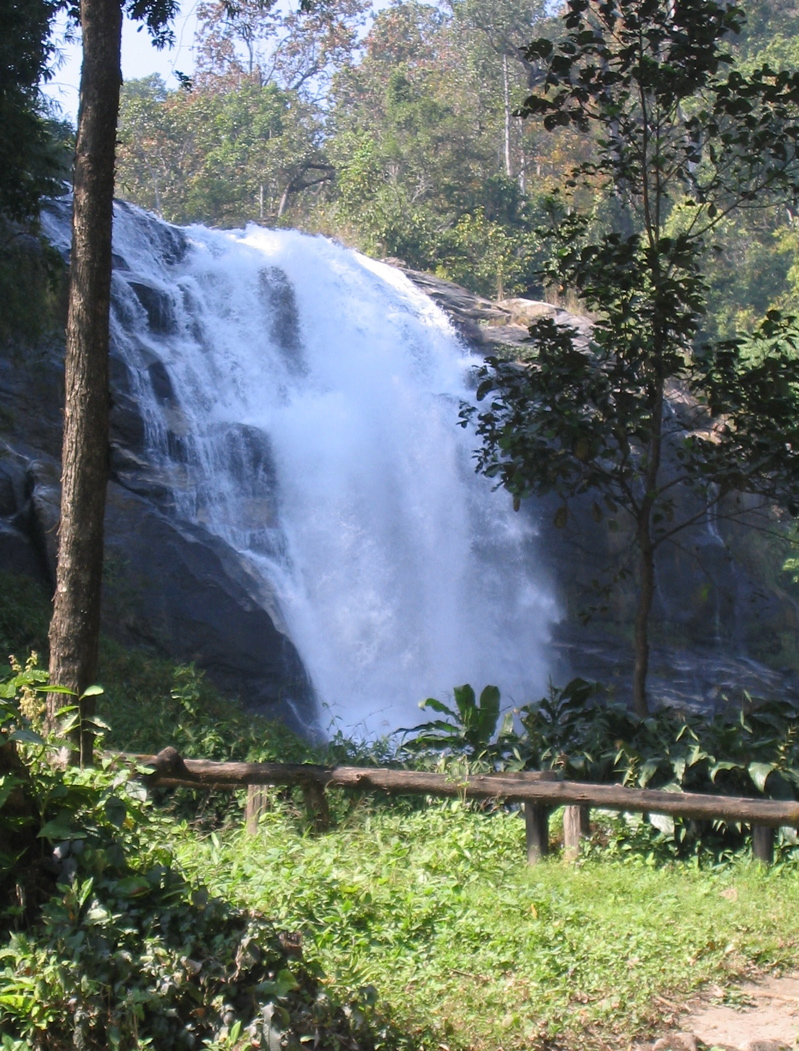
Vachiratharn-Wasserfall

- Batscho-Wasserfall in der Provinz Narathiwat
- Krathing- und Changsay-Wasserfall im Nationalpark Khao Khitchakut in der Provinz Chanthaburi
- Tschet-Warin-Wasserfall in der Provinz Narathiwat (Amphoe Batscho)
- Vachiratharn-Wasserfall am Berg Doi Inthanon in der Provinz Chiang Mai

### Vietnam
- Suoi-Bạc-Wasserfall (Silberstrom-Wasserfall) in Tam Đảo
- Detian-Wasserfall, an der Grenze Vietnams zu China. Auf einer Breite von etwa 120 Metern stürzt hier der Guichun-Fluss über drei Stufen 60 Meter in die Tiefe[4].

### Zypern
- Kaledonia Fälle im Troodos-Gebirge

## Europa

### Belgien
- Wasserfälle von Coo (Freizeitpark Plopsa Coo) → Fallhöhe 15 m

### Bosnien und Herzegowina
- Pliva (Vrbas) → Fallhöhe 25 m
- Skakavac → Fallhöhe 98 m
- Kravica → Fallhöhe 26–28 m

### Bulgarien
- Raysko Praskalo → Fallhöhe 124,5 m höchster im Balkan
- Borov Kamak
- Babsko Praskalo → Fallhöhe 54 m
- Boyanski Vodopad (Boyana Waterfall)
- Skakavitsa → Fallhöhe 70 m

### Dänemark
- Qorlortorsuaq (Grönland)
- Døndalen (Bornholm)

### Deutschland
→ Siehe auch: Liste der Wasserfälle in Deutschland

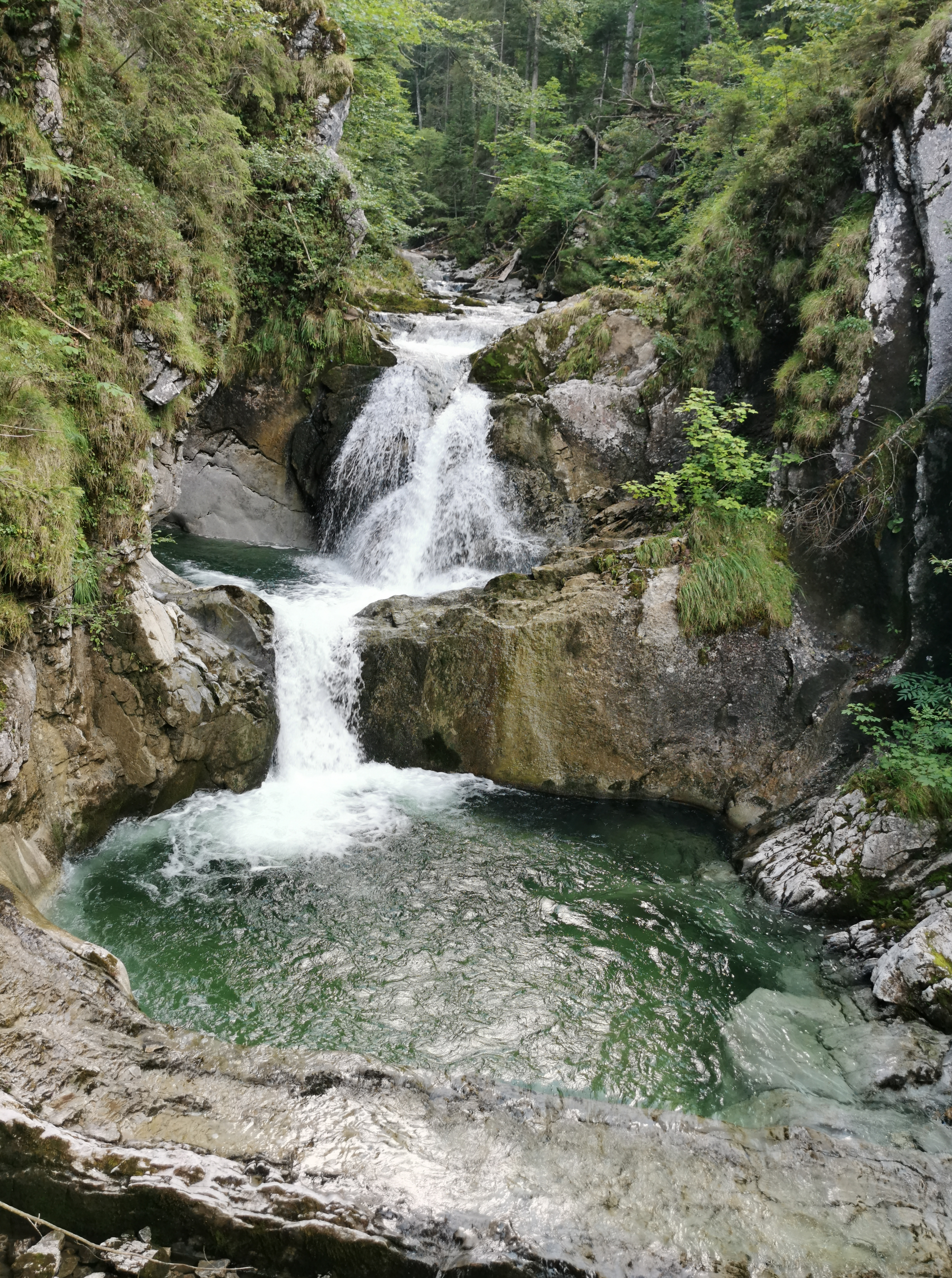
Rottach-Wasserfälle (Bayern)

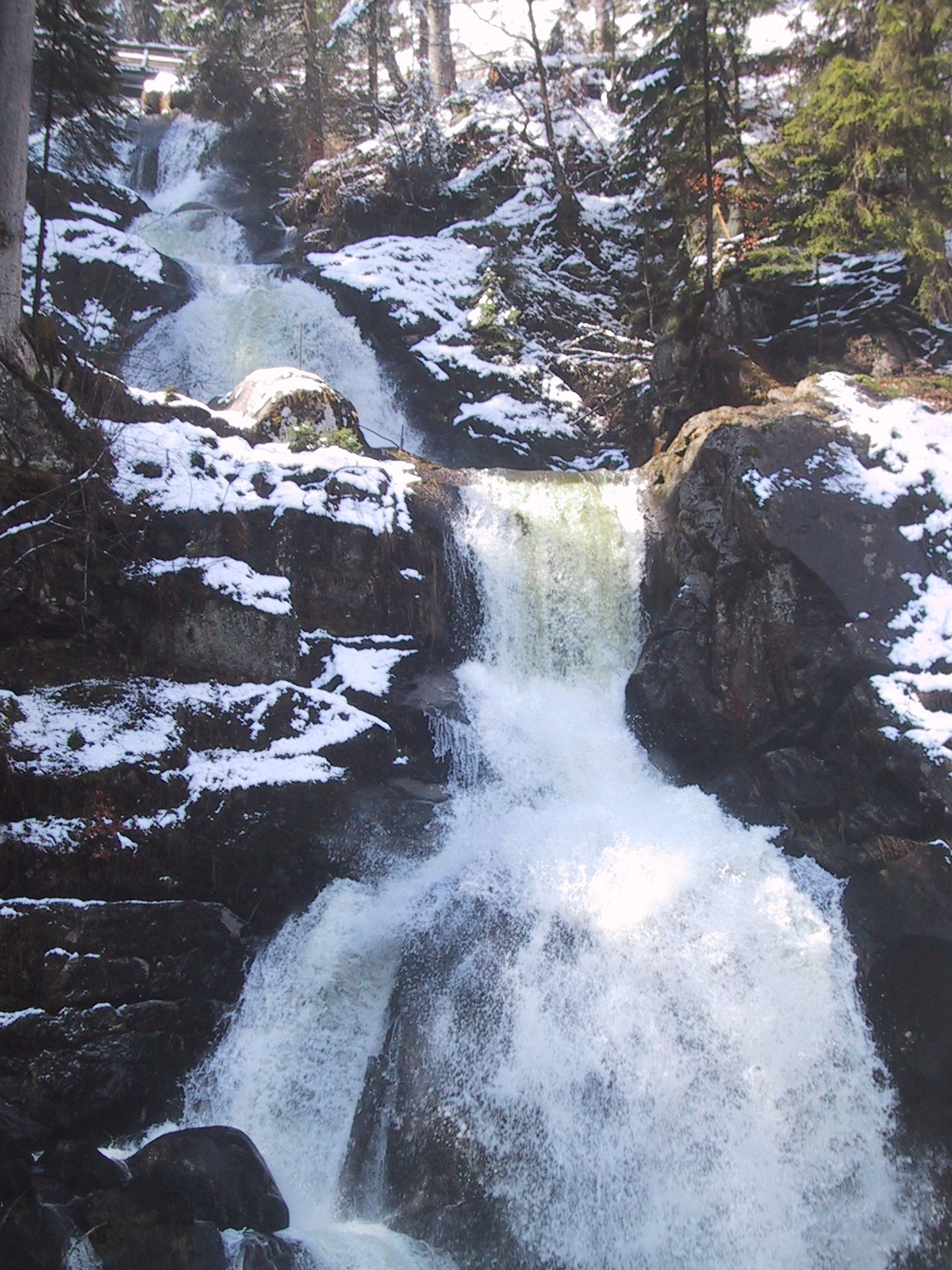
Triberger Wasserfall (Baden-Württemberg)

- Allerheiligen-Wasserfälle bei Oppenau im Schwarzwald → Fallhöhe ca. 60 m in 7 Stufen
- Amselfall im Amselgrund in der Sächsischen Schweiz → Fallhöhe 15 m
- Enterrottacher Wasserfälle im Valepp-Tal, Rottach-Egern
- Höllbachgspreng am Großen Falkenstein im Bayerischen Wald → Fallhöhe 15 m
- Königsbachfall am Königssee → Fallhöhe ca. 200 m in mindestens 7 Stufen
- Kuhfluchtwasserfälle bei Garmisch-Partenkirchen → Fallhöhe ca. 200 m in 3 Stufengruppen
- Lechfall bei Füssen in Bayr. Schwaben (Wehr) → Fallhöhe 12 m
- Lichtenhainer Wasserfall in der Sächsischen Schweiz → Fallhöhe 7 m
- Luisenthaler Wasserfall im Thüringer Wald
- Muglbachwasserfall im Oberpfälzer Wald
- Rieslochfälle bei Bodenmais im Bayerischen Wald → Fallhöhe ca. 55 m
- Röthbachfall im Berchtesgadener Land in Oberbayern → Fallhöhe ca. 470 m in 3 Stufen (höchster Wasserfall Deutschlands)
- Romkerhaller Wasserfall im Oberharz → Fallhöhe 64 m
- Rottach-Wasserfälle im Valepp-Tal, Rottach-Egern
- Spitterfall im Thüringer Wald → Fallhöhe 19 m in 3 Stufen (höchster natürlicher Wasserfall Thüringens)
- Stuibenfall im Oytal (Allgäu)
- Tatzelwurm (Oberbayern) → Fallhöhe etwa 90 m
- Todtnauer Wasserfall im Schwarzwald → Fallhöhe 96 m in 4 Stufen
- Triberger Wasserfälle im Schwarzwald → Fallhöhe 163 m in ca. 10 Stufen
- Trusetaler Wasserfall im Thüringer Wald → Fallhöhe 58 m
- Uracher Wasserfall auf der Schwäbischen Alb → Fallhöhe 87 m
- Weißbachfälle bei Inzell (Oberbayern)

### Estland
- Jägala-Wasserfall → Fallhöhe 8,1 m

### Frankreich
- Grande Cascade de Gavarnie in den Pyrenäen → Fallhöhe 422 m in 2 Stufen
- Cascades des Anglais auf Korsika
- Cascades de Gimel im Zentralmassiv → Fallhöhe 143 m in 4 Stufen
- Cascade de la Beaume im Zentralmassiv bei Solignac-sur-Loire, Département Haute-Loire → Fallhöhe 27 m
- Cascades du Hérisson im Jura → Fallhöhe 220 m in 7 Stufen über eine Strecke von knapp 3 km

### Finnland
- Auttiköngäs → Fallhöhe 16 m
- Hepoköngäs
- Imatrankoski, Stromschnellen mit 18 m Höhendifferenz auf 500 m Länge. Für ein Wasserkraftwerk trockengelegt, 100 mal im Jahr für 20 min geflutet.
- Kiutaköngäs
- Korkeakoski

### Griechenland
- Wasserfälle von Edessa
- Mavroneri am Styx → Fallhöhe 200 m

### Großbritannien

#### England

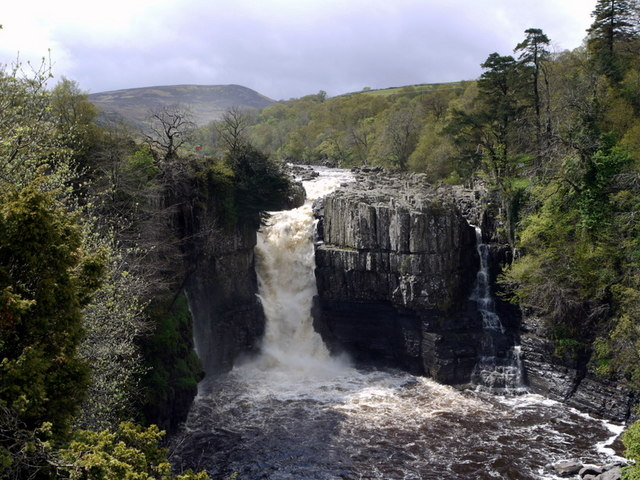
High Force im Tees

- Aira Force – nahe dem See Ullswater im Lake District, Cumbria
- Canonteign Falls – in Devon (künstlich angelegt)
- Cauldron Snout – im Lauf des Flusses Tees am Cow Green Reservoir, Stromschnellen → Höhendifferenz 60 m auf 180 m Flusslauf
- Cautley Spout – höchster oberirdischer Wasserfall in England, im Yorkshire Dales National Park → Fallhöhe 198 m in 4 Stufen
- Gaping Gill – höchster unterirdischer Wasserfall in England im Berg Ingleborough → Fallhöhe 105 m
- Hardraw Force
- High Force – im Lauf des Flusses Tees im County Durham → Fallhöhe 21 m
- Lodore Falls – im Verlauf des Watendlath Beck im Lake District → Fallhöhe 30 m
- Low Force – im Lauf des Flusses Tees im County Durham → Fallhöhe 5,5 m in 2 Stufen
- White Lady Wasserfall – in der Lydford Gorge in Devon → Fallhöhe 30 m
- Moss Force – am Newlands Pass im Lake District
- Roughting Linn Falls in Northumberland
- Scale Force – oberhalb des Crummock Water bei Buttermere im Lake District  → Fallhöhe insgesamt 52 m, größte Stufe 37 m

#### Schottland
- Bruar Falls

Bruarfälle

Falls at Aberdulais

- Eas a’ Chual Aluinn → Fallhöhe 200 m (höchster in Großbritannien)
- Falls of Dochart-River
- Falls of Shin-River
- Falls of Kirkaig
- Falls of the Clyde
- Grey Mare's Tail
- Hog Gill Spout
- Penton Linns
- Rhymer's Glen
- Robert's Linn
- Wolfcleuchhead

#### Wales
- Aber Falls
- Aberdulais Falls – treibt Europas größtes Wasserrad an
- Dolgoch Falls
- Horseshoe Falls (Wales)
- Ffrwd Fawr
- Falls Melincourt
- Pwll-y-Wrach bei Talgarth
- Pistyll Rhaeadr – höchster in Wales → Fallhöhe 73 m in drei Stufen
- River Mellte
- Henrhyd Waterfall
- Swallow Falls
- Ystradfellte

### Irland

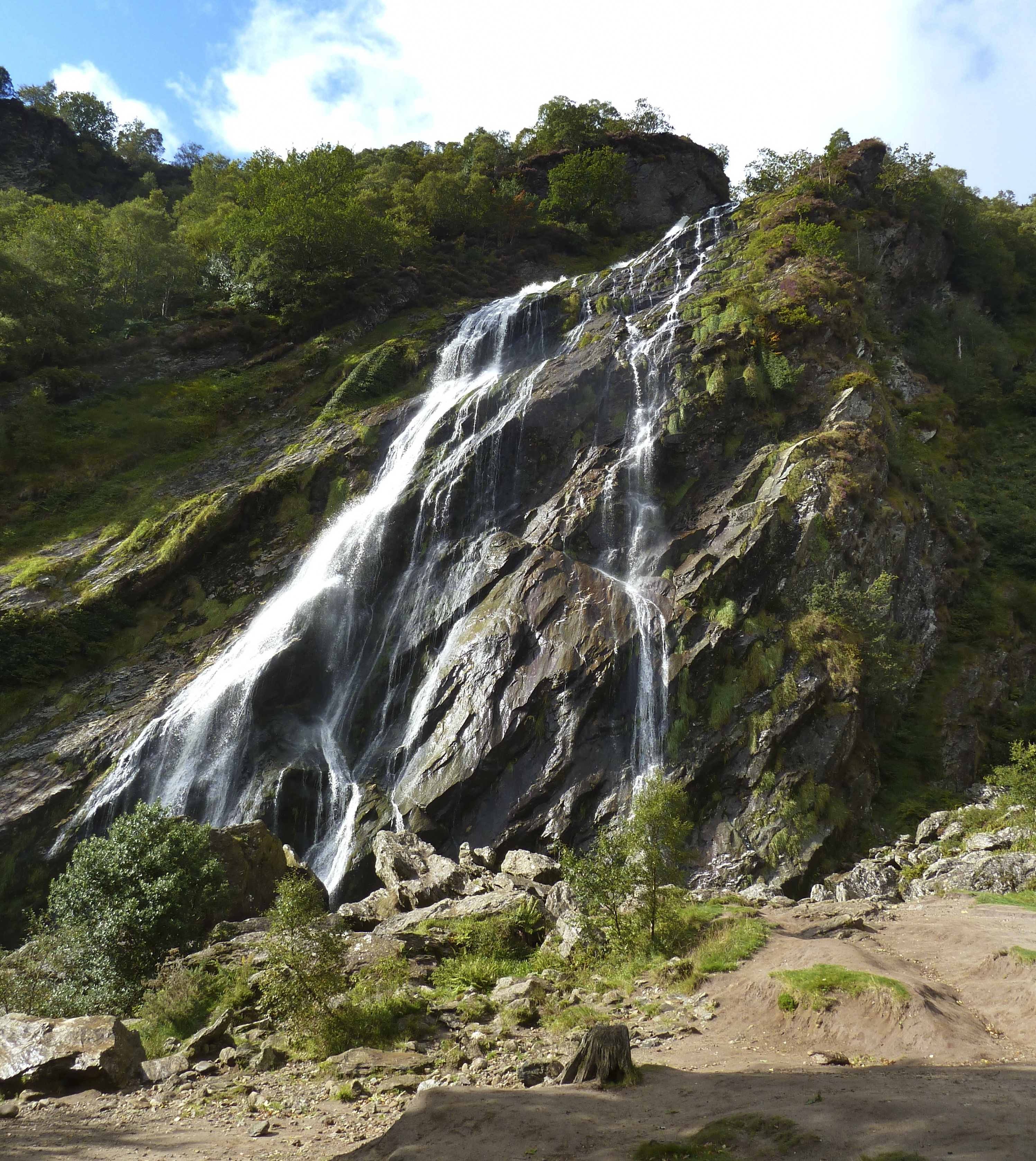
Powerscourt – der höchste Wasserfall Irlands

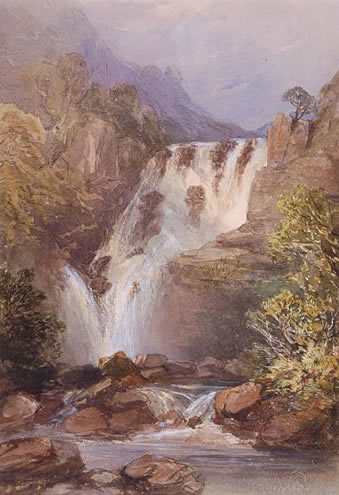
Torc Falls

- Aasleagh Falls des Erriff River im County Mayo
- Assarnacaly im County Donegal
- Cathleen oder Assaroe Falls in Ballyshannon, Co. Donegal
- nahe dem Connor Pass im County Kerry
- Cranny Falls im County Antrim – Nordirland
- Ess na Laragh, im Glenariff Forest Park im Co. Antrim – Nordirland
- Essaranka, am Glengeshpass im County Donegal
- Glenbarrow in den Slieve Bloom Mountains im County Laois
- Glenoe Falls im County Antrim – Nordirland
- Glencar im County Leitrim
- Kylemore Falls in der Nähe der Abbey im County Galway
- Maghera Falls bei Ardara im County Donegal
- Mahon Falls, in den Comeragh Mountains im County Waterford
- Poulaphuca Falls im County Wicklow
- Powerscourt Wasserfall im County Wicklow → Fallhöhe 120 m
- Torc Waterfall des Owengarriff River im County Kerry
- Tourmakeady Falls im County Mayo
- Upper Sheen Falls bei Kenmare im County Kerry

### Island
- Aldeyjarfoss → Fallhöhe 20 m

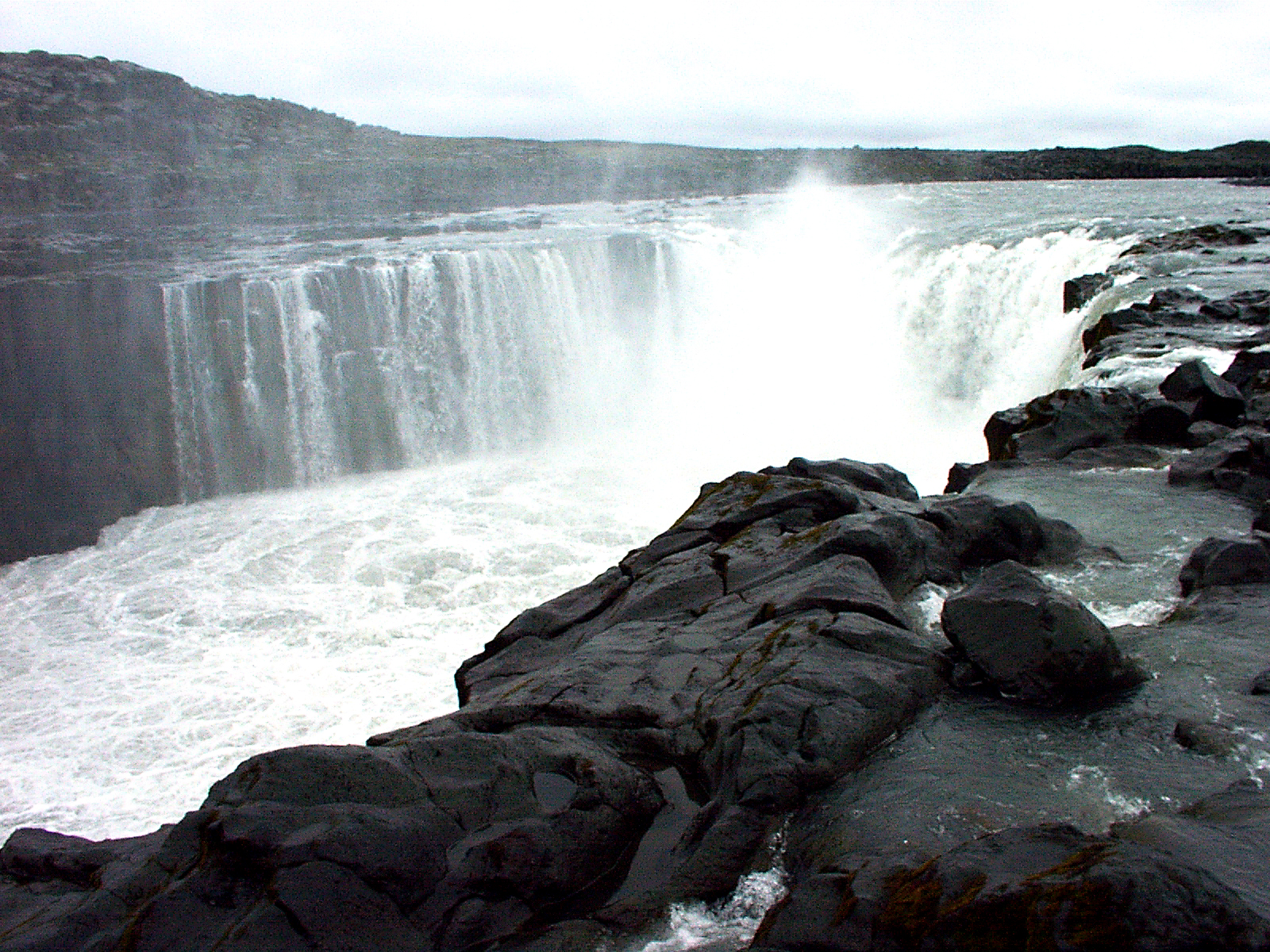
Der Selfoss

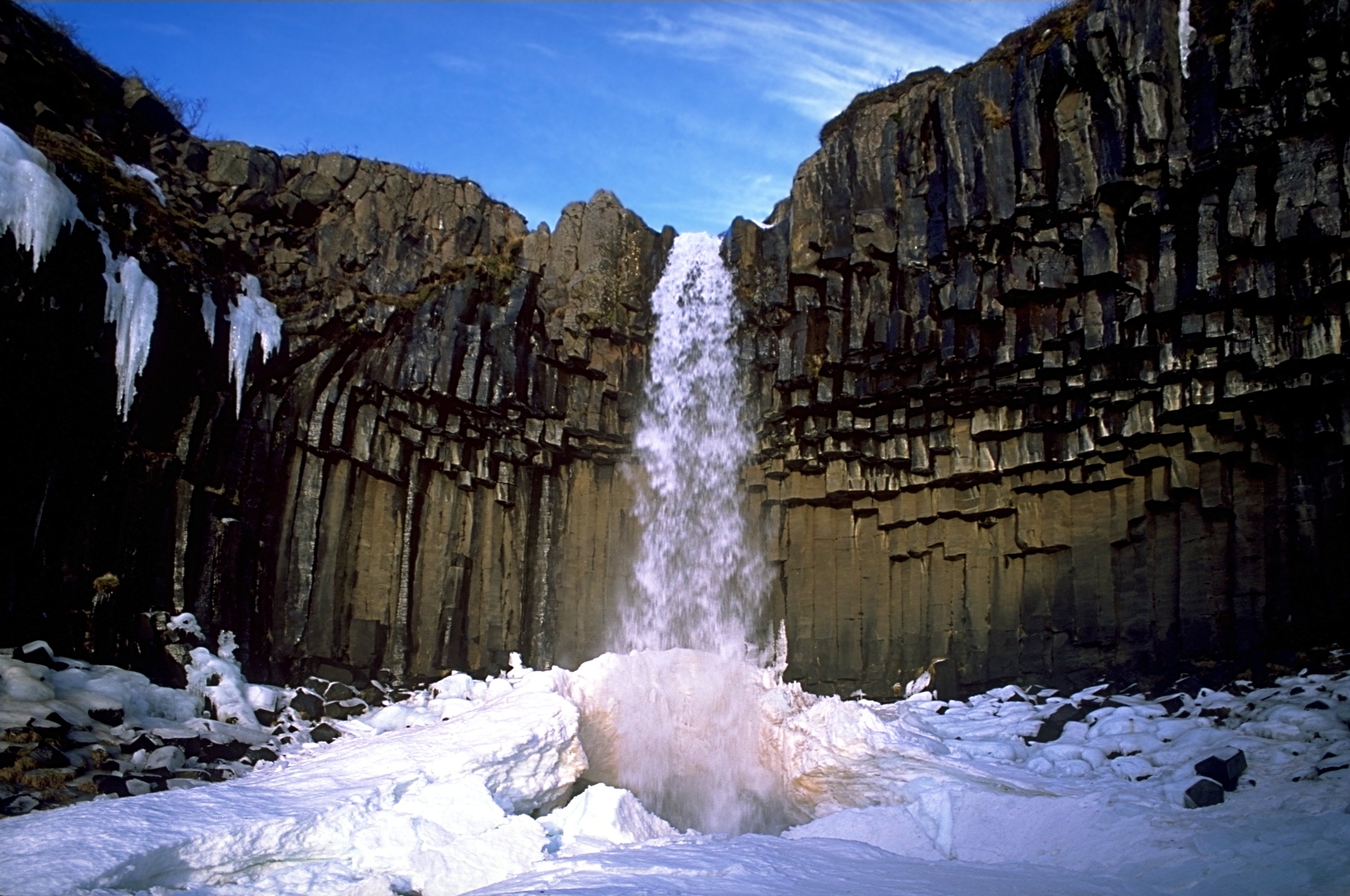
Der Svartifoss im Winter

- Barnafoss, Ensemble vieler Wasserfälle
- Dettifoss → Fallhöhe 45 m, Breite 100 m
- Dynjandi (auch Fjallfoss) → Fallhöhe ca. 100 m
- Gjáin
- Glymur – 2. höchster → Fallhöhe 196 m
- Goðafoss → Fallhöhe 12 m, Breite 30 m
- Gullfoss → Fallhöhe 11 m + 21 m
- Hafragilsfoss → Fallhöhe 27 m
- Háifoss → Fallhöhe 122 m
- Hengifoss → Fallhöhe 118 m
- Hjálparfoss → Fallhöhe 20 m
- Hraunfossar
- Morsárfoss - höchster landesweit→ Fallhöhe 227 m
- Ófærufoss
- Öxarárfoss
- Selfoss → Fallhöhe 10 m
- Seljalandsfoss → Fallhöhe 66 m
- Skógafoss → Fallhöhe 60 m, Breite 25 m
- Svartifoss → Fallhöhe 12 m – mit Basaltsäulen

### Italien
- Cascate del Serio → Fallhöhe ca. 315 m in 3 Stufen
- Cascata del Toce → Fallhöhe 143 m
- Cascata delle Marmore → Fallhöhe 165 m in 3 Stufen, höchste Stufe: 100 m
- Cascate del Rio Verde
- Cascate del Dardagna
- Cascata di Valbondione
- Cascata di Varone → Fallhöhe ca. 100 m
- Partschinser Wasserfall → Fallhöhe 97 m
- Reinbach-Wasserfälle bei Sand in Taufers in Südtirol → Fallhöhe ca. 110 m in 3 Stufen

### Kroatien
- Fluss Plitvica → Fallhöhe 78 m (Nationalpark Plitvicer Seen)

### Lettland
- Ventas Rumba → Fallhöhe ca. 2 m, einer der breitesten Wasserfälle Europas

### Norwegen

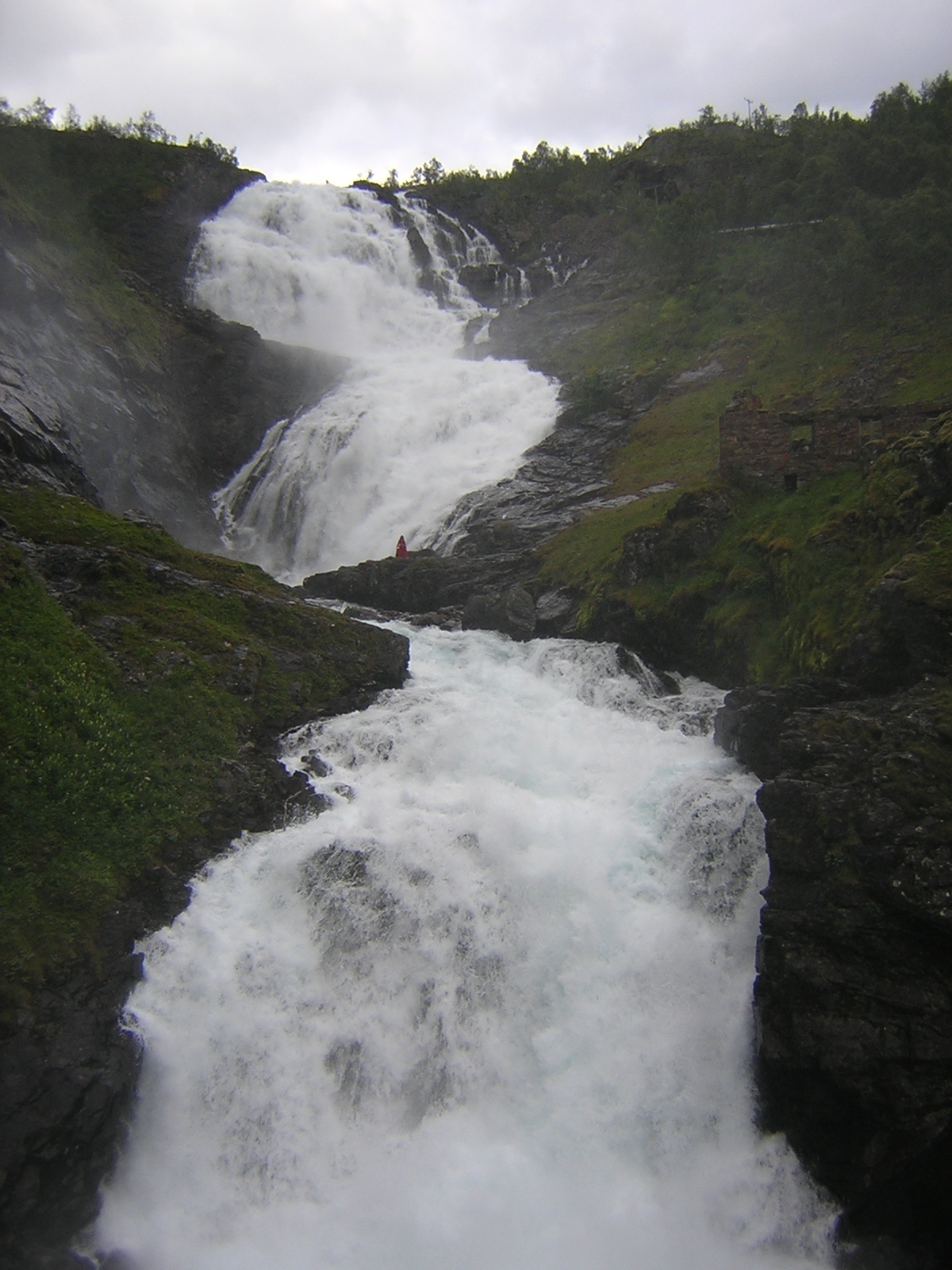
Kjosfossen-Wasserfall

- Espelandsfossen
- Kjosfossen
- Langfossen → Fallhöhe 612 m
- Laksfors
- Låtefossen bei Odda
- Mardalsfossen
- Mongefossen
- Månafossen
- Ramnefjellsfossen
- Rjukanfossen
- Skrikjofossen
- Søndre Mardalsfoss
- Steinsdalsfossen
- Tyssestrengene
- Vettisfossen
- Vøringsfossen

### Österreich
- Dalfazer Wasserfall
- Eifersbacher Wasserfall

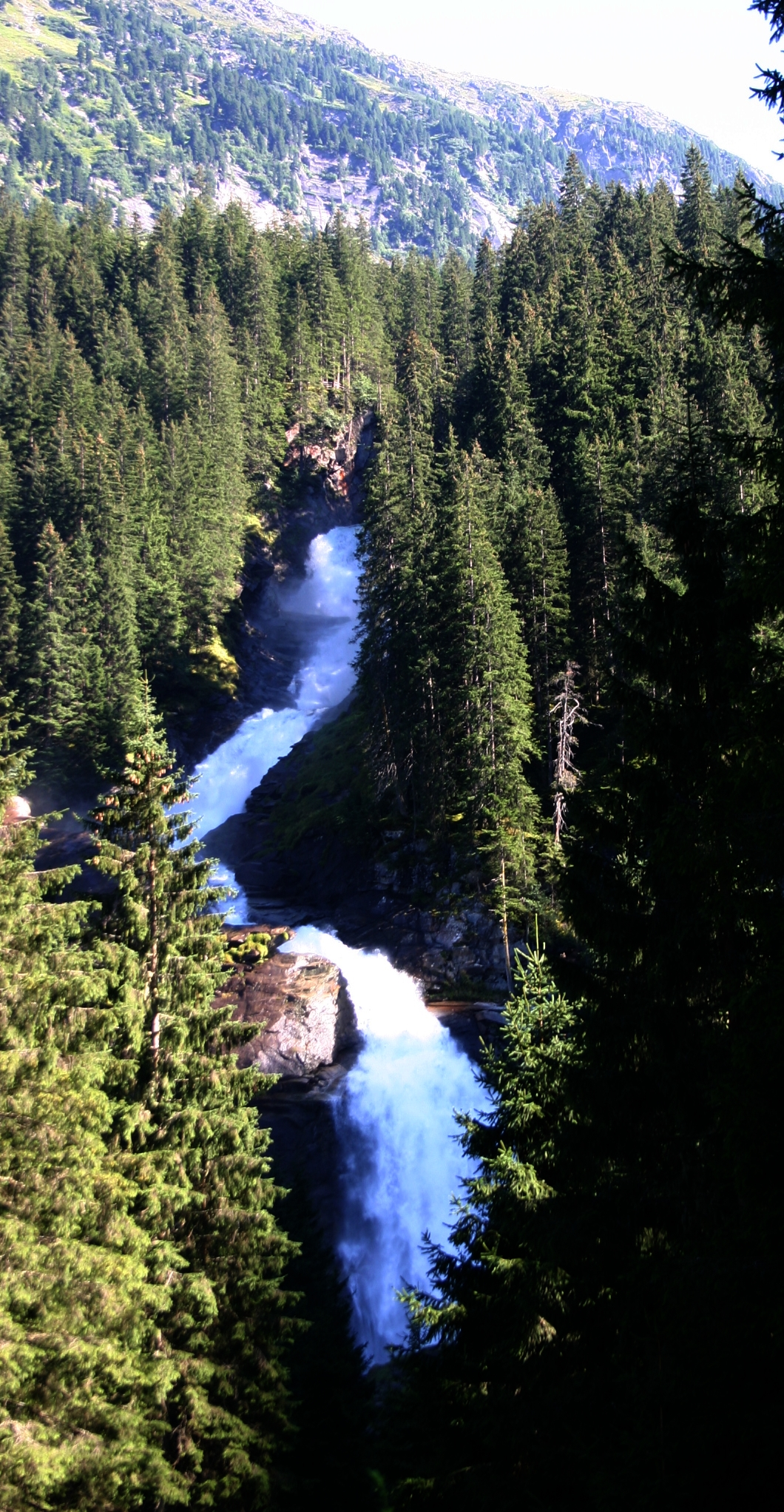
Krimmler Wasserfälle

- Gasteiner Wasserfall in Bad Gastein
- Gollinger Wasserfall (Schwarzenbergfall) bei Golling an der Salzach → Fallhöhe 76 m
- Grawa-Wasserfall
- Gratl Wasserfall
- Höllbachfall im Salzkammergut
- Kesselfall in der Steiermark
- Krimmler Wasserfälle bei Krimml im Salzburger Land → Fallhöhe 380 m
- Lassingbach (Erlauf) bei Wienerbruck (Niederösterreich)
- Ludwigfall bei Lunz am See
- Marien Fälle
- Mirafall beim Ötscher (Niederösterreich)
- Myrafälle bei Muggendorf (Niederösterreich)
- Schleierfall beim Ötscher (Niederösterreich)
- Schleierfall in Tirol
- Stromboding-Wasserfall in Oberösterreich
- Stuibenfall im Ötztal bei Niederthai
- Totes Weib in der Steiermark
- Trefflingfall
- Traunfall
- Triefen-Wasserfall an der Urslau
- Umbalfälle
- Wildensteiner Wasserfall in Kärnten

### Portugal
- Cascata de Agarez, Distrikt Vila Real
- Cascata da Ribeira Grande, Flores (Azoren)
- Faia da Água Alta, Distrikt Bragança
- Cascata das 25 Fontes, Madeira
- Cascata da Peneda, Distrikt Viana do Castelo
- Pulo do Lobo, Distrikt Beja
- Quedas do rio Laboreiro, Distrikt Viana do Castelo
- Cascata de Agarez, Distrikt Vila Real
- Quedas de água das Fisgas do Ermelo, Distrikt Vila Real
- Frecha da Mizarela, Albergaria da Serra, Distrikt Aveiro

### Rumänien
- Cascade în România

### Schweden
- Forsakar
- Hallamölla
- Njupeskär
- Muddus Wasserfall im Nationalpark Muddus
- Ristafallet
- Stalpet bei Aneby
- Tännforsen
- Trollforsen
- Trollhättan-Fälle

### Schweiz
- Batöni im Weisstannental

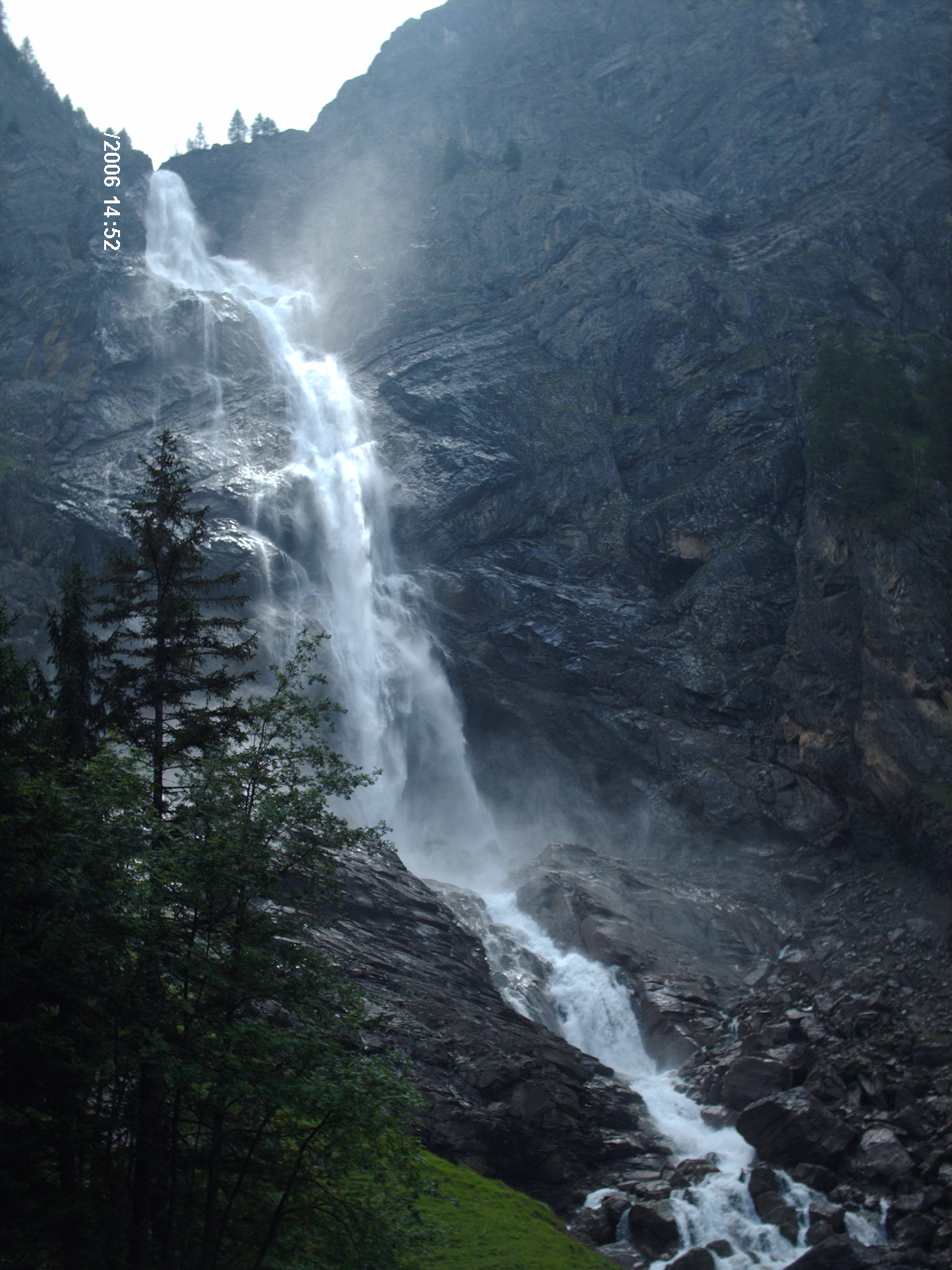
Unterer Engstligenfall (Schweiz)

- Bettbachfall bei Ried (Muotathal) → Fallhöhe 160 m
- Engstligenfälle bei Adelboden → Fallhöhe 370 m in 2 Stufen
- Giessbachfälle bei Brienz → Fallhöhe über 500 m in 14 Stufen
- Iffigfälle bei Lenk → Fallhöhe über 100 m
- Isengrindfall im Weisstannental → Fallhöhe 230 m
- Mattbachfälle im Weisstannental → Fallhöhen 65 m (obere Fall) und 75 m (untere Fall)
- Mattenbachfall im Lauterbrunnental → Fallhöhe 840 m oder sogar 930 m in 4 Stufen
- Mürrenbachfall im Lauterbrunnental → Fallhöhe 750 m in 5 Stufen, höchste Fallhöhe einer Stufe: 417 m
- Wasserfall Oberalp in Isenthal → Fallhöhe 150 m
- Reichenbachfall bei Meiringen im Kanton Bern → Fallhöhe 120 m, Breite 40 m
- Rheinfall bei Schaffhausen im gleichnamigen Kanton, wasserreichster Wasserfall Europas → Fallhöhe 23 m, Breite 150 m
- Schmadribachfall im Berner Oberland → Fallhöhe 270 m über mehrere Stufen
- Seerenbachfall bei Amden → Fallhöhe 305 m (ca. 600 m in drei Stufen)
- Staubbachfall bei Lauterbrunnen im Berner Oberland → Fallhöhe 300 m
- Trümmelbachfälle im Lauterbrunnental, tief in einen Klamm eingeschlossen, so dass teilweise unterirdisch → Fallhöhe 140 m in 10 Stufen

### Serbien
- Jelovarnik → Fallhöhe 71 m
- Ripaljka → Fallhöhe insgesamt 40 m

### Slowenien
- Boka → Fallhöhe insgesamt 144 m
- Klonte
- Lhnjak (Soča)
- Savinja, in Rinka
- Wasserfall in Mostnice
- Wasserfall Peričnik
- Wasserfall Savica
- Savica-Wasserfall → Fallhöhe 89 m in 2 Stufen

### Ukraine
- Dsembronja-Wasserfälle → Fallhöhe ca. 100 m in 20 Stufen, max. 10 m
- Jalynskyj-Wasserfall → Fallhöhe 26 m, einstufig
- Tokiwsker Wasserfall der Kamjanka → Fallhöhe 6 m in mehreren Stufen
- Sutschawskyj Huk → Fallhöhe 5 m
- Utschan-Su-Wasserfall → Fallhöhe 98,5 m in zwei Stufen

### Ungarn
- Wasserfall in Lillafüred

## Nordamerika

### Grönland
- Qorlortorsuaq → Fallhöhe 75 m

### Jamaika
- Dunn’s River Falls (Montego Bay) → Fallhöhe 180 m

### Kanada

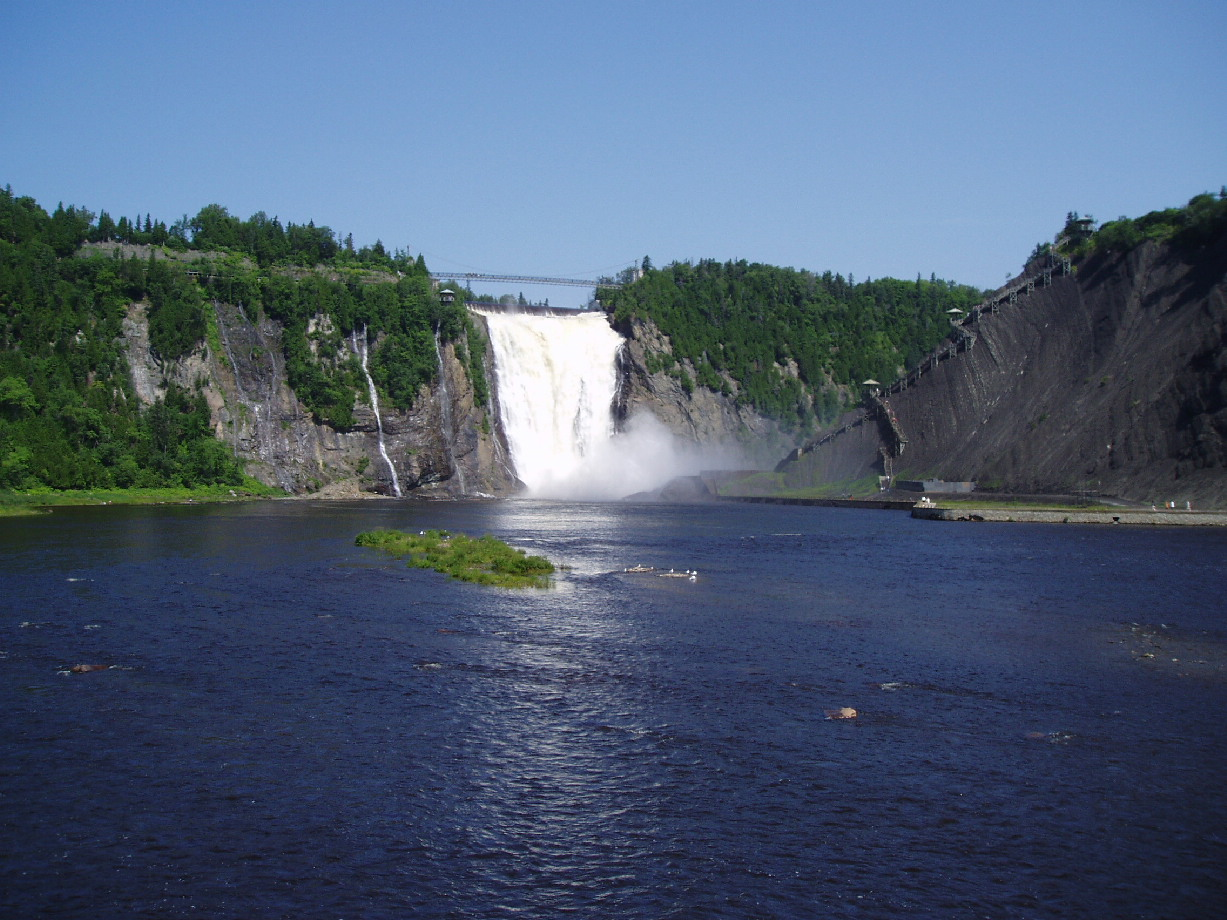
Montmorency-Fall

- Athabasca Falls – Jasper-Nationalpark, Alberta → Fallhöhe 23 m
- Bow Glacier Falls – Banff-Nationalpark, Alberta → Fallhöhe 120 m
- Bridal Veil Falls (Alberta) – Banff-Nationalpark, Alberta → Fallhöhe 370 m
- Bridal Veil Falls (British Columbia) – Bridal Veil Falls Provincial Park, British Columbia → Fallhöhe 91 m
- Canadian Falls (auch Horseshoe Falls) – Ontario – Teil der Niagara Falls → Fallhöhe 53 m
- Churchill Falls – Neufundland und Labrador → Fallhöhe 75 m
- Della Falls – Strathcona Provincial Park, British Columbia → Fallhöhe 440 m
- Emperor Falls – Mount Robson Provincial Park, British Columbia → Fallhöhe 46 m
- Helmcken Falls – Wells Gray Provincial Park, British Columbia → Fallhöhe 137 m
- Hunlen Falls – Tweedsmuir Provincial Park, British Columbia → Fallhöhe 401 m
- James Bruce Falls – Princess Louisa Marine Provincial Park, British Columbia → Fallhöhe 840 m
- Kakabeka Falls – Kakabeka Falls Provincial Park, Ontario → Fallhöhe 40 m
- Montmorency-Fall – Québec → Fallhöhe 83 m
- Niagarafälle – Niagara Falls → Fallhöhe 50 m
- Pissing Mare Falls – Gros Morne National Park, Neufundland und Labrador → Fallhöhe 350 m Sunwapta Falls

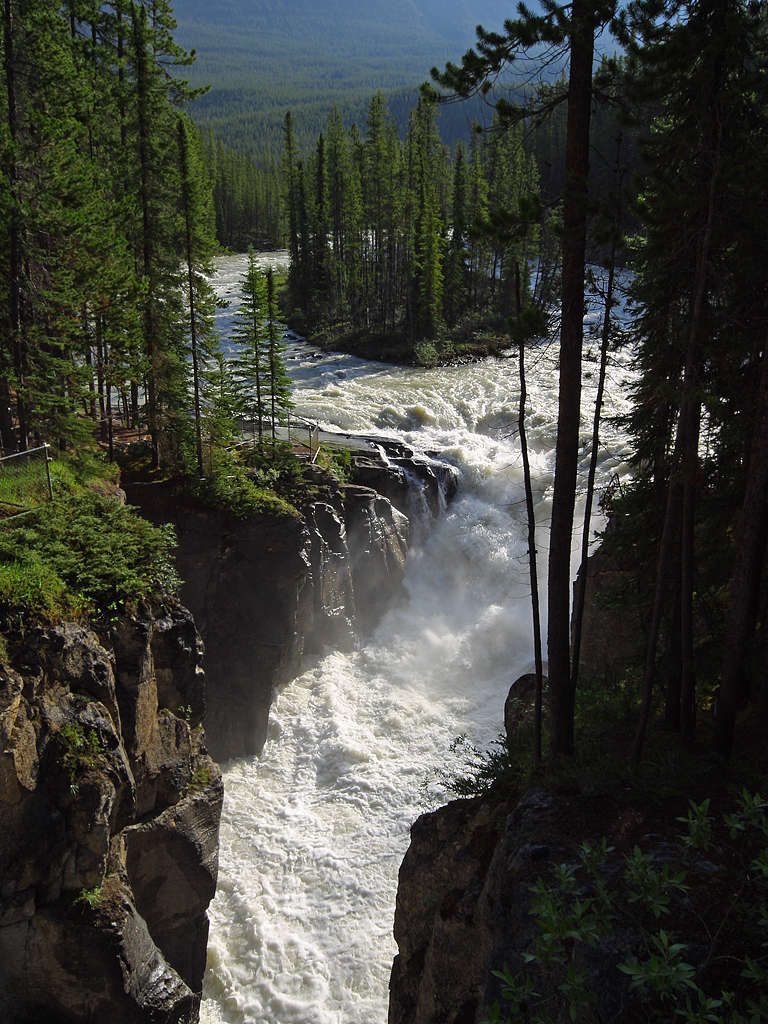
Sunwapta Falls

- Shannon Falls – in der Nähe von Squamish, British Columbia → Fallhöhe 220 m
- Sunwapta Falls – Jasper-Nationalpark, Alberta → Fallhöhe 18 m
- Takakkaw Falls – Yoho-Nationalpark, British Columbia → Fallhöhe 384 m
- Twin Falls – Yoho-Nationalpark, British Columbia → Fallhöhe 180 m
- Virginia Falls – South Nahanni River, Nahanni-Nationalpark, NWT → Fallhöhe 96 m
- Wilberforce Falls – Hood River (Nunavut), NWT (höchster Wasserfall nördlich des Polarkreises) → Fallhöhe 50 m in 2 Stufen

### Kuba
- Salto de Soroa, Soroa → Fallhöhe 22 m Höhe

### Mexiko
- Cascada de Basaseachi
- Cascada de Piedra Volada
- Cataratas de Agua Azul
- Cascada de Tamul
- Misol-Ha → Fallhöhe 30 m

### Vereinigte Staaten
(nach Höhe geordnet)

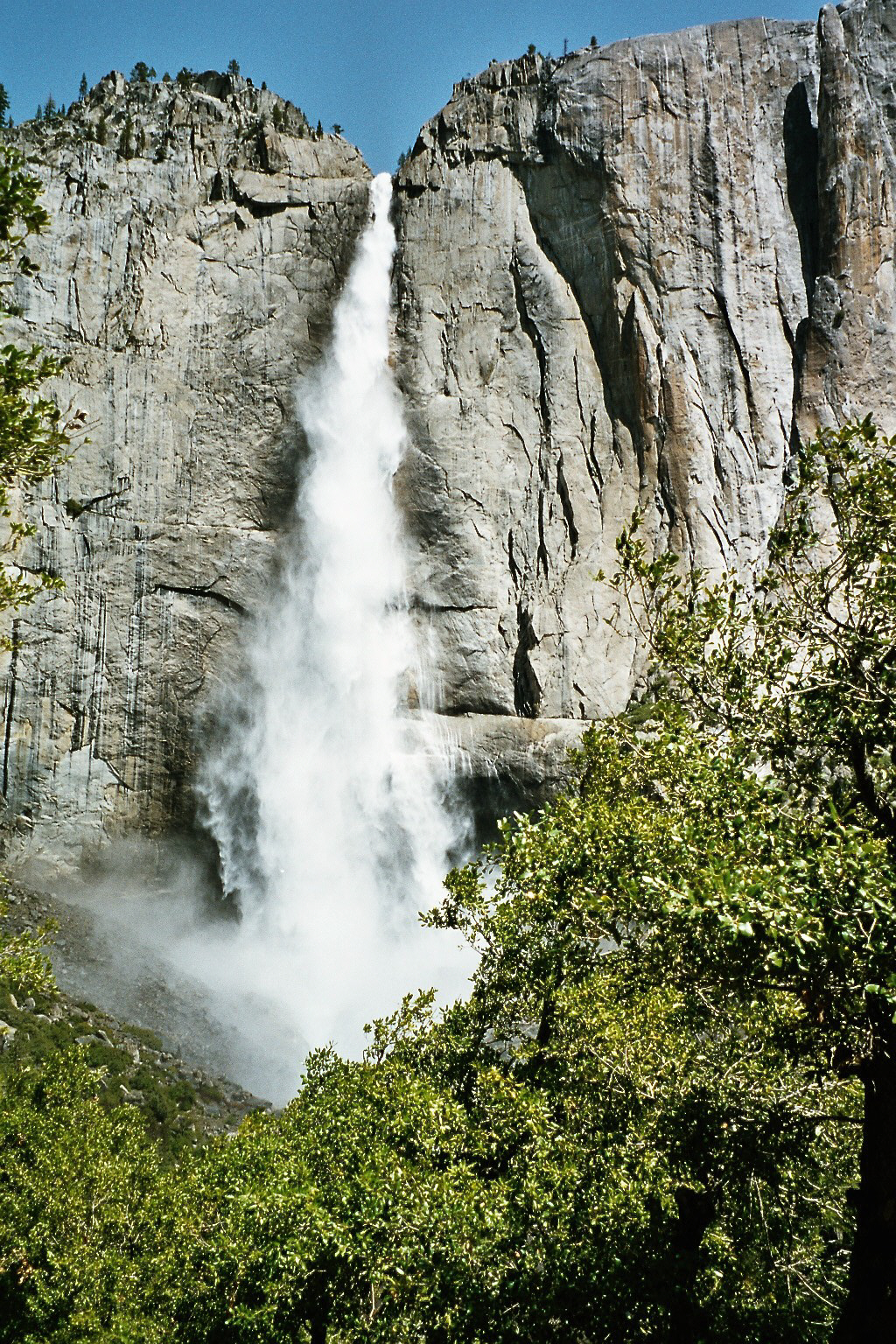
Yosemite Falls

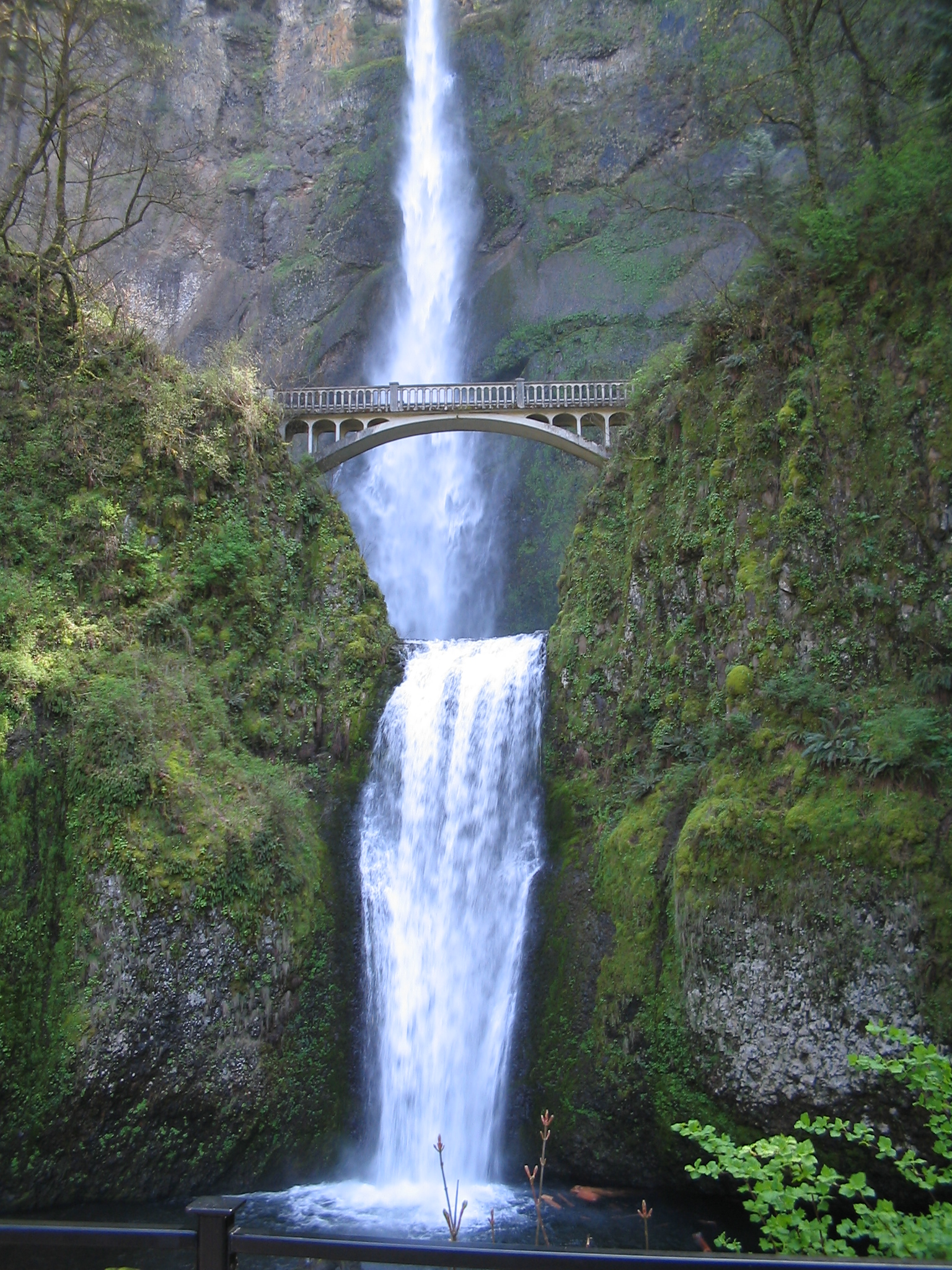
Multnomah Falls

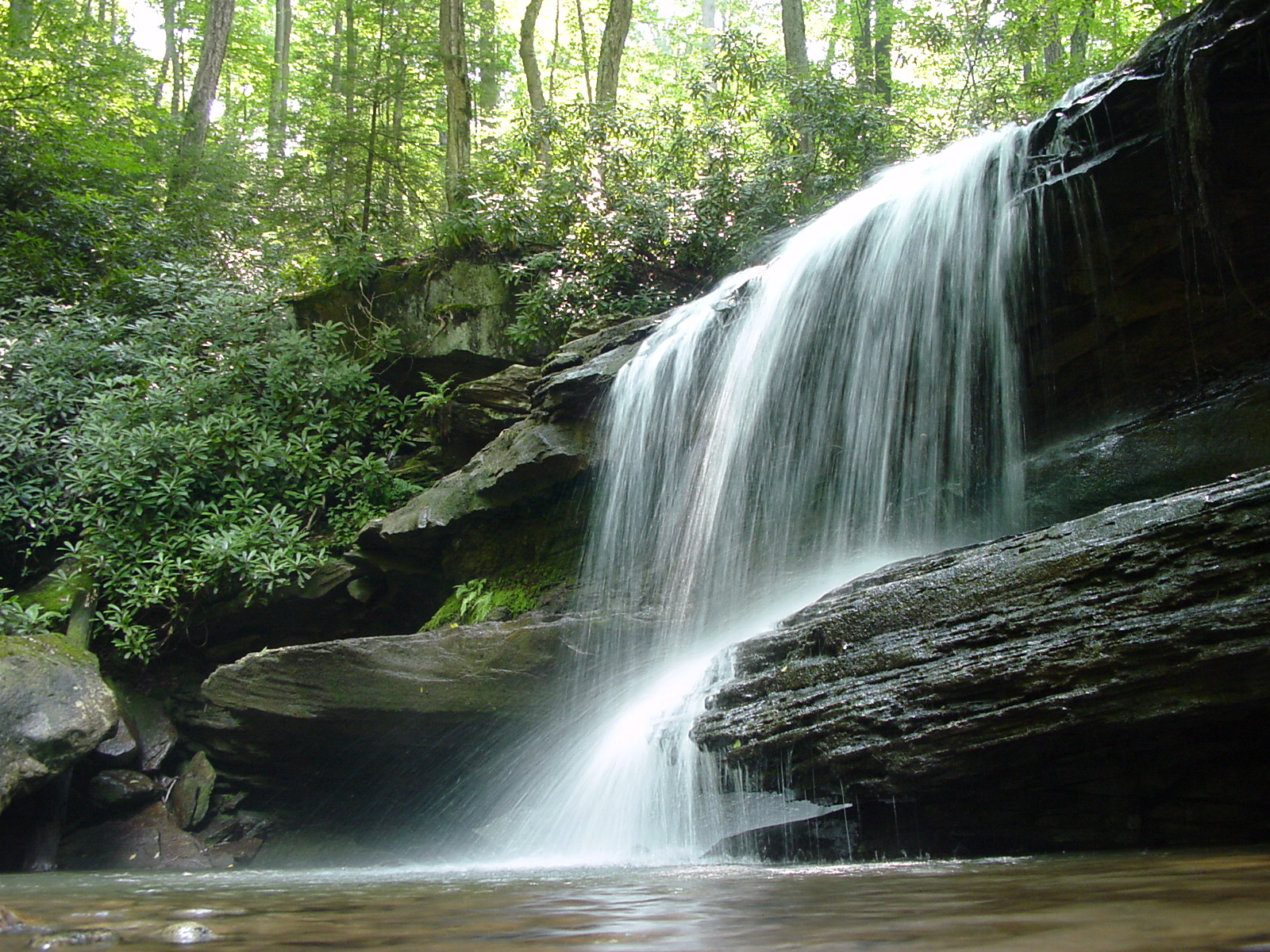
Jonathan's Run Falls

- Yosemite Falls, Yosemite-Nationalpark, Kalifornien → Fallhöhe von 436 m und 98 m (nicht immer ein Fließgewässer)
- Ribbon Falls, Kalifornien → Fallhöhe 491 m (nicht immer ein Fließgewässer)
- Amicalola Falls, Amicalola Falls State Park, Georgia → Fallhöhe 222 m, Kaskadenfall, höchste Falle östlich des Mississippi
- Silver Strand Falls, Kalifornien → Fallhöhe 175 m (nicht immer ein Fließgewässer)
- Feather Falls, Kalifornien → Fallhöhe 195 m (nicht immer ein Fließgewässer)
- Bridalveil Falls, Yosemite-Nationalpark, Kalifornien → Fallhöhe 189 m (ständiges Fließgewässer)
- Multnomah Falls, Oregon → Fallhöhe 189 m, zweistufig 165 m + 21 m (ständiges Fließgewässer)
- Nevada Fall, Yosemite-Nationalpark, Kalifornien → Fallhöhe 146 m (ständiges Fließgewässer)
- ‘Akaka Falls, Hawaii → Fallhöhe 135 m
- Whitewater Falls, North Carolina → Fallhöhe 125 m, Kaskadenfall
- Dry Falls, Washington → Fallhöhe 121 m, größter bekannter Wasserfall der Erdgeschichte
- Lower Falls, Wyoming → Fallhöhe 94 m
- Watson Falls, Oregon → Fallhöhe 83 m
- Snoqualmie Falls, Washington → Fallhöhe 82 m
- Kaaterskill Falls, New York, nördlich der Kaaterskill Clove → Fallhöhe 79 m (zwei Kaskaden)
- Fall Creek Falls, Tennessee → Fallhöhe 78 m
- Latourell Falls, Guy W. Talbot State Park, Oregon → Fallhöhe 75 m
- Taughannock Falls, New York → Fallhöhe 66 m, senkrechter Sturz (ständiges Fließgewässer)
- Shoshone Falls, Idaho → Fallhöhe 65 m
- Vernal Fall, Yosemite-Nationalpark, Kalifornien → Fallhöhe ca. 65 m (ständiges Fließgewässer)
- Elowah Falls, John B. Yeon State Scenic Corridor, Oregon → Fallhöhe ca. 65 m
- American Falls, New York – Teil der Niagarafälle → Fallhöhe von 52 m, ganzjährig
- Tower Fall, Wyoming → Fallhöhe 40 m
- Crystal Falls, Wyoming → Fallhöhe 39 m
- Burney Falls, Kalifornien – quellengespeist → Fallhöhe 39 m, konstante Durchflussmenge von 4 m³/s
- Bridal Veil Falls, Oregon, Multnomah County – Kaskadenfall, Fallhöhe 39 m
- Mooney Falls, Arizona → Fallhöhe 37 m
- Toketee Falls, Oregon → Fallhöhe 36 m (zweistufig)
- Upper Falls, Wyoming → Fallhöhe 33,2 m
- Havasu Falls, Arizona → Fallhöhe 30 m
- Noccalula Falls, Gadsden, Alabama → Fallhöhe 27 m
- Great Falls of the Passaic River, Paterson → Fallhöhe 23 m
- VerKeerderkill Falls, New York → Fallhöhe 22 m
- Cumberland Falls, Kentucky → Fallhöhe 21 m, bei Vollmond „Mondbögen“ (immer ein Fließgewässer)
- Cohoes Falls, New York → Fallhöhe 20 m
- Indian Chimney Falls, New York → Fallhöhe 18 m, bei der Indian Chimney Farm
- Minnehaha Falls, Minnesota → Fallhöhe 16 m, variierender Fluss, kann im Winter gefrieren
- Fulmer Falls, Pike County (Pennsylvania) → Fallhöhe 17 m
- Tahquamenon Falls, Michigan → Fallhöhe 15 m, Breite 61 m
- Willamette Falls (Willamette River) Oregon → Fallhöhe 12,2 m, Breite 457,2 m, ganzjähriger Fluss
- Saint Anthony Falls, Minnesota – der einzige des Mississippi River, bis er im 19. Jahrhundert durch einen Staudamm ersetzt wurde.
- Ramona Falls, Mt. Hood Wilderness Area, Oregon
- Jonathan's Run Falls, Ohiopyle State Park, Pennsylvania
- Ohiopyle Falls, Ohiopyle State Park, Pennsylvania
- Cucumber Falls, Ohiopyle State Park, Pennsylvania
- Lower Calf Creek Falls im Calf Creek Canyon, Utah

## Ozeanien

### Australien
- Barron Falls, Queensland
- Bemm River Falls, Victoria

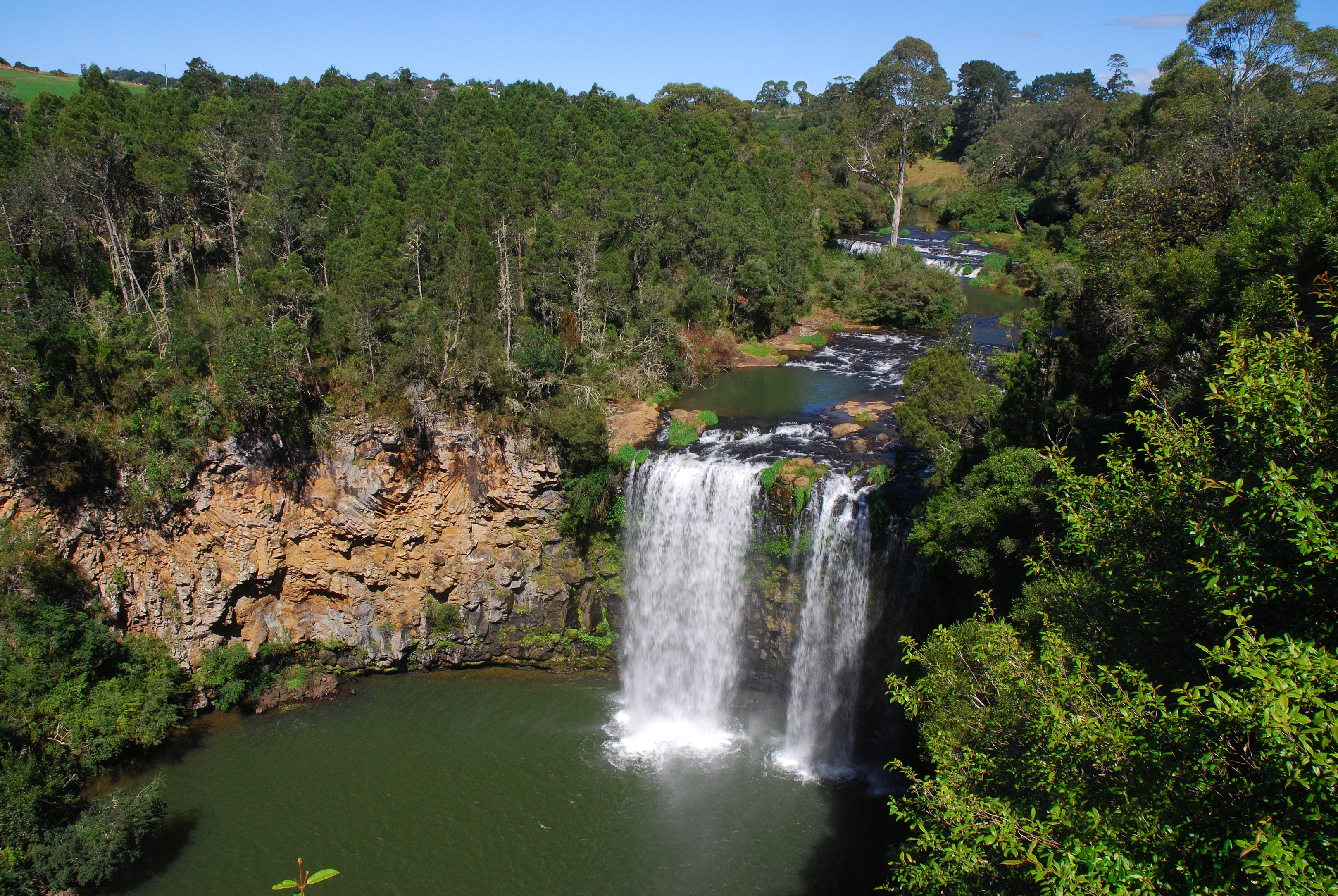
Dangar Falls

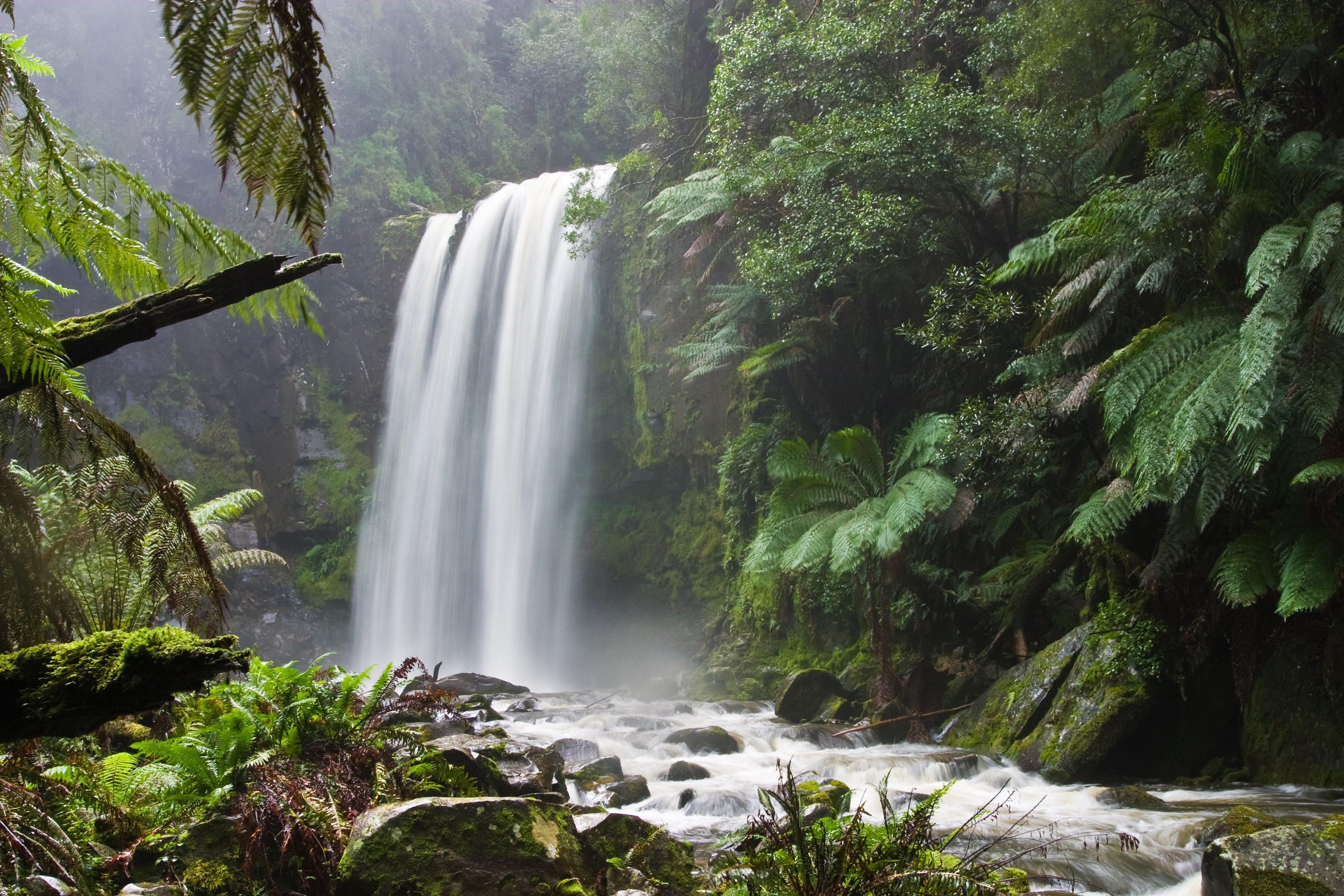
Hopetoun Falls

- Boonoo Boonoo Falls, New South Wales
- Dangar Falls, New South Wales
- Govetts Leap → Fallhöhe 200 m, bei Blackheath, New South Wales
- Gunlom Falls Kakadu National Park
- Hopetoun Falls bei Beech Forest, Victoria
- Horizontal Falls – wasserfallähnliche Gezeitenströmungen in der Talbot Bay, Westaustralien
- Jim Jim Falls, Northern Territory → Fallhöhe 200 m
- MacKenzie Falls, Grampians-Nationalpark, Victoria
- Montezuma Falls
- Tin Mine Falls
- Twin Falls
- Wallaman Falls, Queensland → Fallhöhe 268 m
- Wollomombi Falls

### Neuseeland

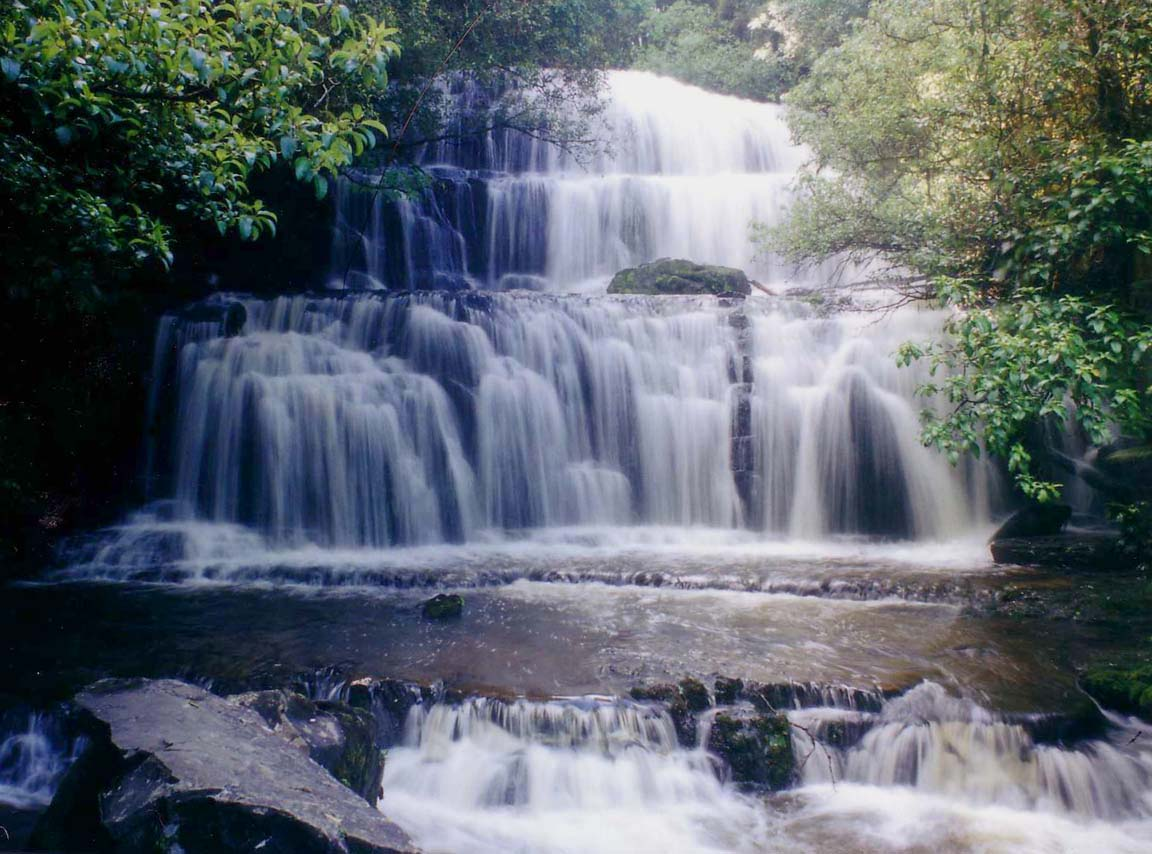
Purakaunui Falls, Neuseeland

### Hawaii

ʻOloʻupena Falls in Hawaii

- ‘Akaka Falls[5]
- Kahiwa Falls[6] → Fallhöhe 530 m
- Kahūnā Falls[7]
- ʻOloʻupena Falls[8]  → Fallhöhe 900 m
- Pāpalaua Falls[9]
- Puʻukaʻōkū Falls[10] → Fallhöhe 840 m
- Rainbow Falls (Hawaii)[11]
- Waihīlau Falls[12] → Fallhöhe 792 m
- Wailua Falls[13]
- Waipoʻo Falls[14]

### Neukaledonien
- Cascade de Tao → Fallhöhe ~200 m[15][16]
- Cascade de Colnett
- Cascade des Gorges de Yaté
- Cascade de Wadiana
- Chutes de la Madeleine

### Samoa
- Togitogiga-Wasserfälle im Distrikt Falealili

### Tahiti
- Fachoda-Fälle

## Südamerika

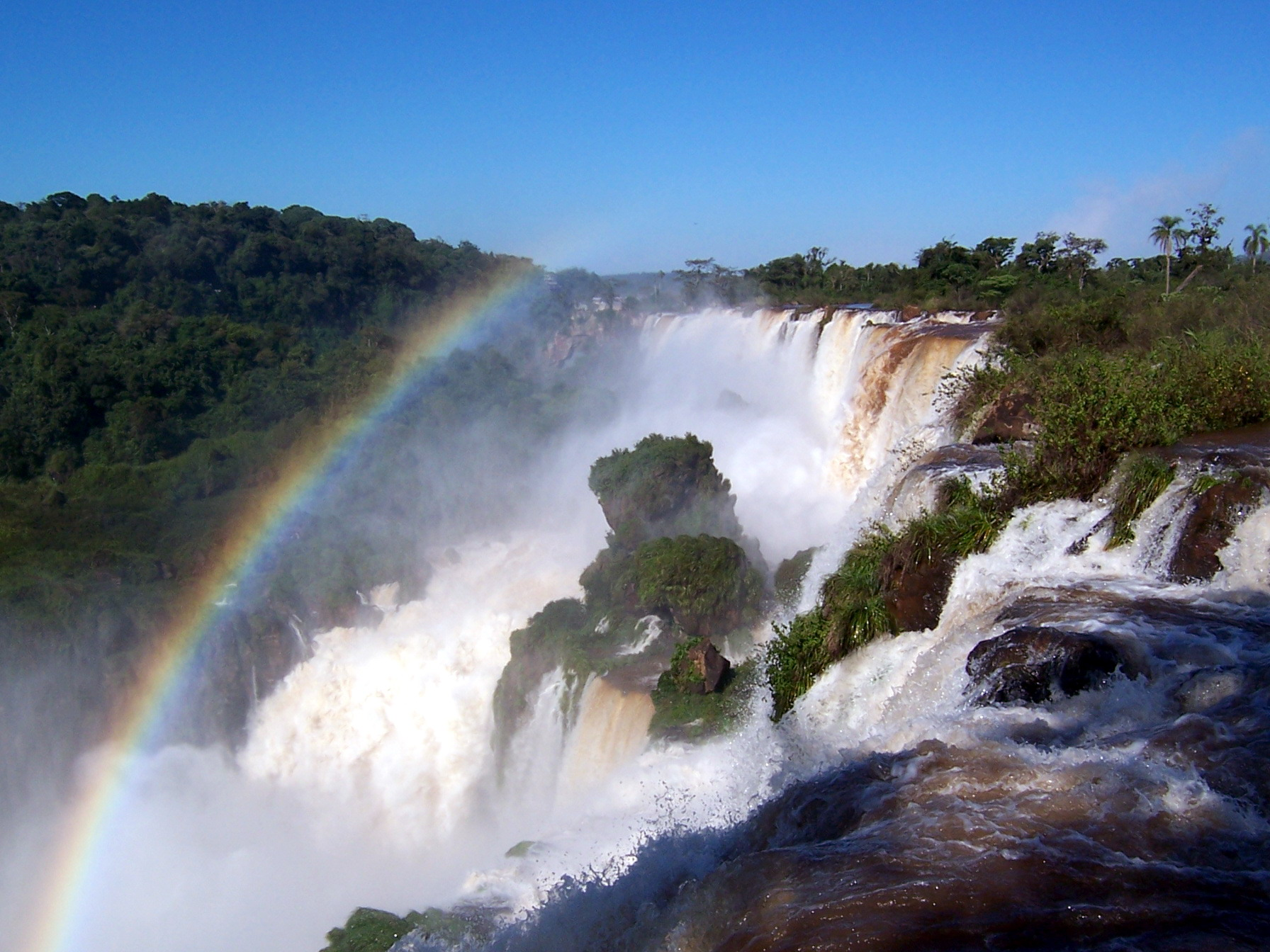
Blick von der argentinischen Seite auf den Iguaçu (Argentinien/Brasilien)

### Argentinien/Brasilien
- Iguaçu-Wasserfälle → Fallhöhe 82 m maximal, die meisten Stufen aber nur → Fallhöhe 64 m, Breite 2700 m
- Salto Yucumã → Fallhöhe 15 m, Breite 1800 m

### Brasilien
- Caracol (Cascata do Caracol), Rio Grande do Sul, Region Serra Gaúcha (Südbrasilien) → Fallhöhe 131 m
- Cachoeira da Fumaça (Chapada Diamantina, Bahia)
- Cachoeira do Itiquira, Bundesstaat Goiás → Fallhöhe 168 m
- Cascata de Sete Lagoas bei Sete Lagoas, Minas Gerais → Fallhöhe 380 m
- Cachoeira do Tabuleiro → Fallhöhe 274 m

### Brasilien/Paraguay
- Saltos del Guairá, existieren durch Überstauung nicht mehr. Einst wasserreichster Wasserfall mit → Fallhöhe 114 m

### Chile

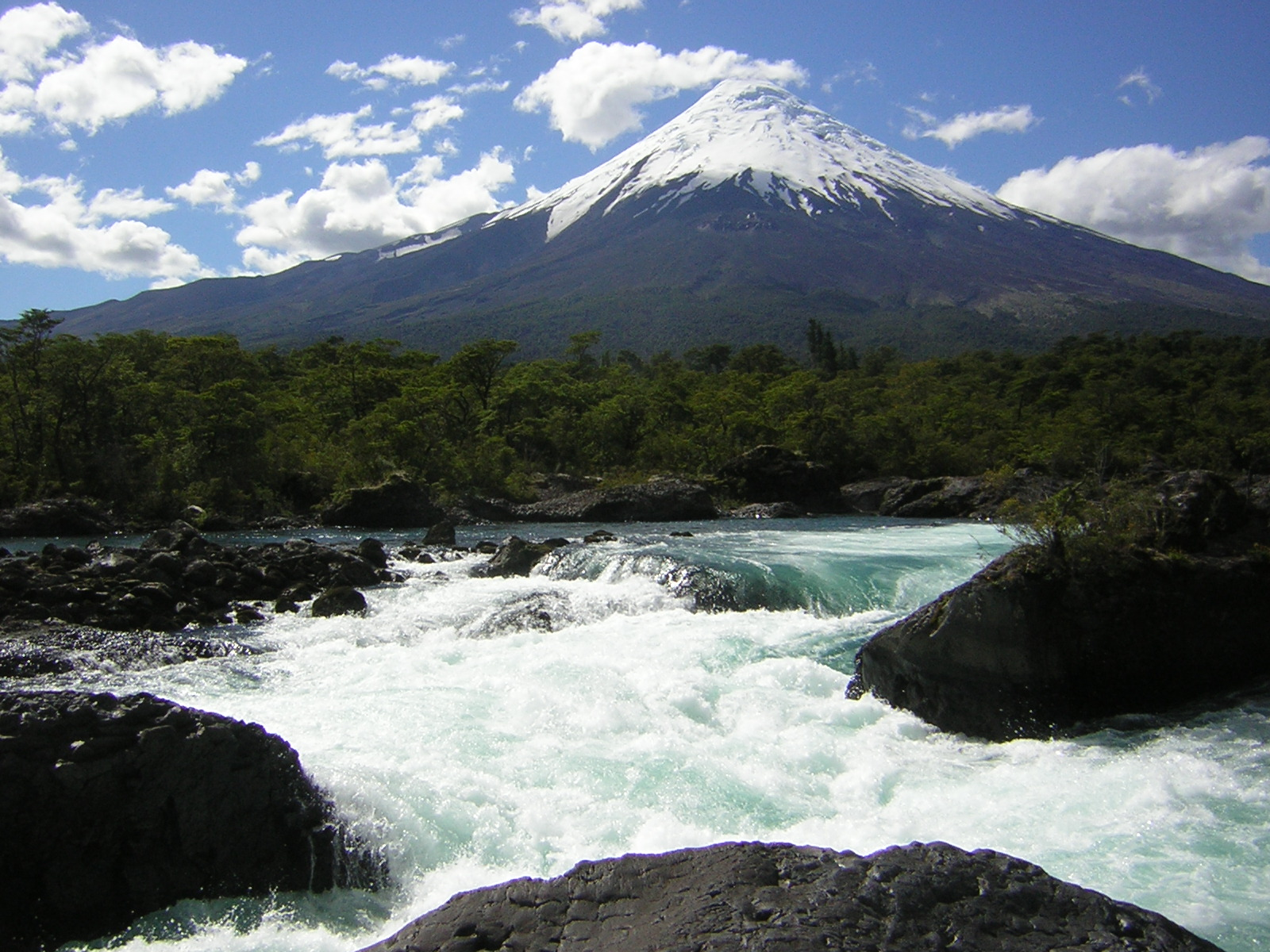
Saltos del Petrohué mit dem Vulkan Osorno

- El Saltillo
- Huilo-Huilo-Fälle
- Salto del Itata
- Los Saltos
- Salto del Laja → Fallhöhe 35 m
- Rahue-Fälle
- Saltos del Petrohué

### Guyana
- Kaieteur-Fälle → Fallhöhe 247 m, Breite knapp 100 m
- King Edward VIII Falls

### Peru
- Cataratas las Tres Hermanas → Fallhöhe 914 m.
- Gocta – einer der höchsten Wasserfälle der Welt, entdeckt 2002 und im März 2006 zum ersten Mal gefilmt[17] → Fallhöhe von 771 m
- Yumbilla

### Venezuela
- Salto Ángel → Fallhöhe 979 m (höchster freifallender Wasserfall der Welt)
- Salto Kukenan